# Arkitekturens historia
Arkitekturens historia behandlar byggnadskonstens historiska utveckling och syftar till en systematisk beskrivning av dess konstnärliga, sociokulturella, politiska, ekonomiska och teknologiska mångfald. I den av människan konstruerade miljön analyseras förståelsen för materialens och byggelementens konstruktiva och fysiologiska egenskaper. Hur livets vardag och högtider, kollektivet och individen omgivits av mening (estetiska värden, ändamålsenlighet, proportioner, symboler).
För att uppnå denna systematik har man, kanske i första hand i väst, av tradition delat upp historien i perioder, världen i geografiska områden och byggnadstyper efter deras funktion och konstruktion. Som i all annan kulturhistorisk forskning ser man dessa grova uppdelningar som hjälpmedel ämnade att tydliggöra generella processer som ofta spänner över lång tid och omfattar flera distinkta kulturer, snarare än som entydigt bestämda skiljelinjer. Liksom inom andra kunskapsområden finns här många möjliga infallsvinklar, ståndpunkter och kategoriseringar.

## Förhistorisk arkitektur

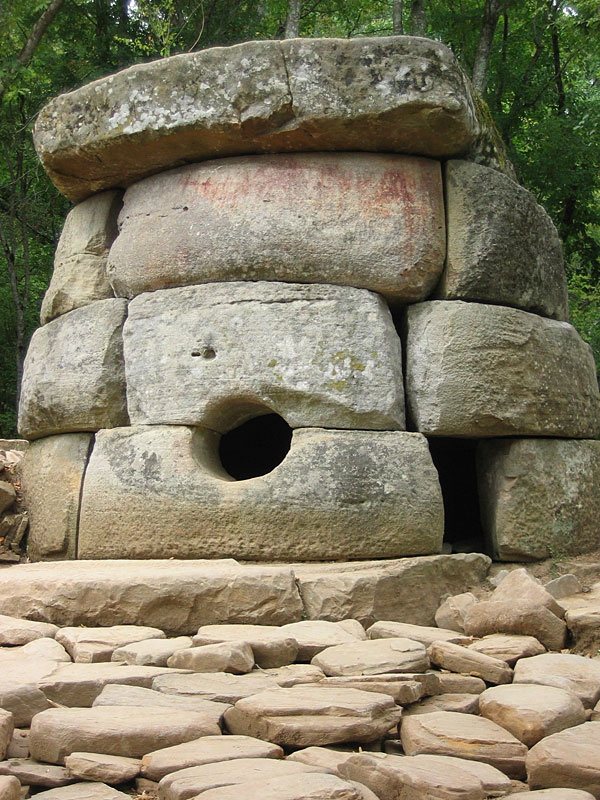
Kaukasisk runddös med avancerat bearbetade stenar. Återfinns i grupper längs med bergsfloderna på gränsen mellan Europa och Asien. Omkring 3 000 f.Kr.

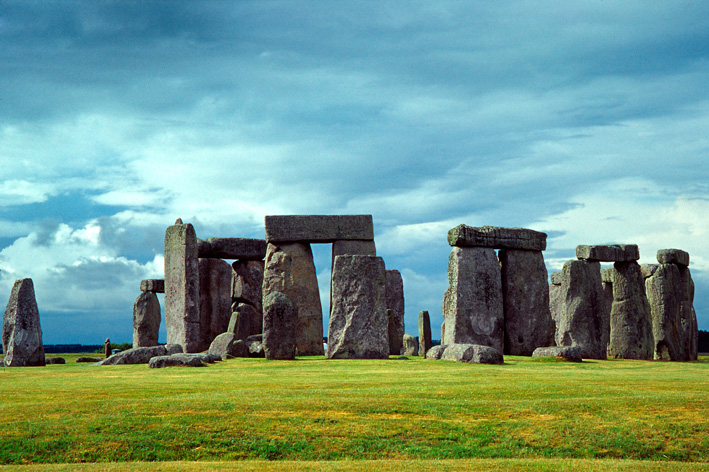
Det megalitiska stenmonumentet Stonehenge i Amesbury, Storbritannien, består av cirklar av 5 meter höga stenar omgivna av ringformade vallar. Monumentet byggdes i flera faser omkring 3-2 000 f.Kr.

Innan människan ens blivit människa och skaffat sig "tak över huvudet" uppsökte hon miljöer som erbjöd säkerhet, skydd och gemenskap. I grottor omgav man sig med symboler för kollektivets värdegemenskap, avskilda rum (i vidaste bemärkelse) kunde associeras med olika säsonger, funktioner och ritualer. 
hyddor och tält och, tillsammans med kollektivets inledande stratifiering, organiserades dessa bostäder i temporära bosättningar och till och med samhällen.
Långt innan det skrivna ordets ankomst, var människan organiserad i nätverk som täckte stora områden. Kökkenmöddingar, spår av pålar i marken, murar tillsammans med gravhögar ger en bild av långväga handel, krig och utbyte av kunskap. Stonehenge är förmodligen det mest kända exemplet på gigantiska strukturer som pekar på ett välorganiserat samhälle och en motivation som förutsätter utvecklade trosföreställningar.
Efter den senaste istiden för omkring 10 000 år sedan började människan mer permanent odla marken och blev alltmer bofast.
Se vidare: Hällkista, enkeltgravskultur, gånggrift

## De tidiga högkulturernas arkitektur
Stratifieringen i samhället ökade för omkring 6-3 000 år sedan och med den kultplatsernas och försvarsanläggningarnas storlek.
I Mesopotamien fanns varken sten eller trä att tillgå och man byggde därför i soltorkat tegel. Utrymmena mellan de konvexa lerklossarna fyllde man med vass och andra organiska material. Denna primitiva teknik gjorde att de sumeriska byggnaderna måste byggas om regelbundet, och deras städer byggdes därför ovanpå tidigare generationers verk. Efter ibland tusentals år av successiva överlagringar bildades högar av ruinmaterial, så kallade tell.
De starkt centraliserade sumeriska samhällena byggdes upp kring det regerande prästerskapet och de terrasserade pyramiderna, ziqquraterna. Den största och bäst bevarade ziqquraten finns i Chogha Zanbil i Khuzestan i södra Iran. Den byggdes omkring 1250 f.Kr. till guden Inshushinaks ära och är 25 meter hög med sidor på över 100 meter.
I forntida Egypten använde Nildalens natursten för att uppföra pyramider. Konstruktivt behärskade man pelaren och balken. Den sumeriska arkitekturen är kanske den äldsta men med de många olika kulturella invasionerna i området blandades den snart upp med andra och nyare traditioner. När världens kulturella centrum så småningom flyttades mot Medelhavet kunde ingenting jämföra sig med den egyptiska arkitekturens monumentalitet och anspråk på att ha existerat sedan tidernas begynnelse.

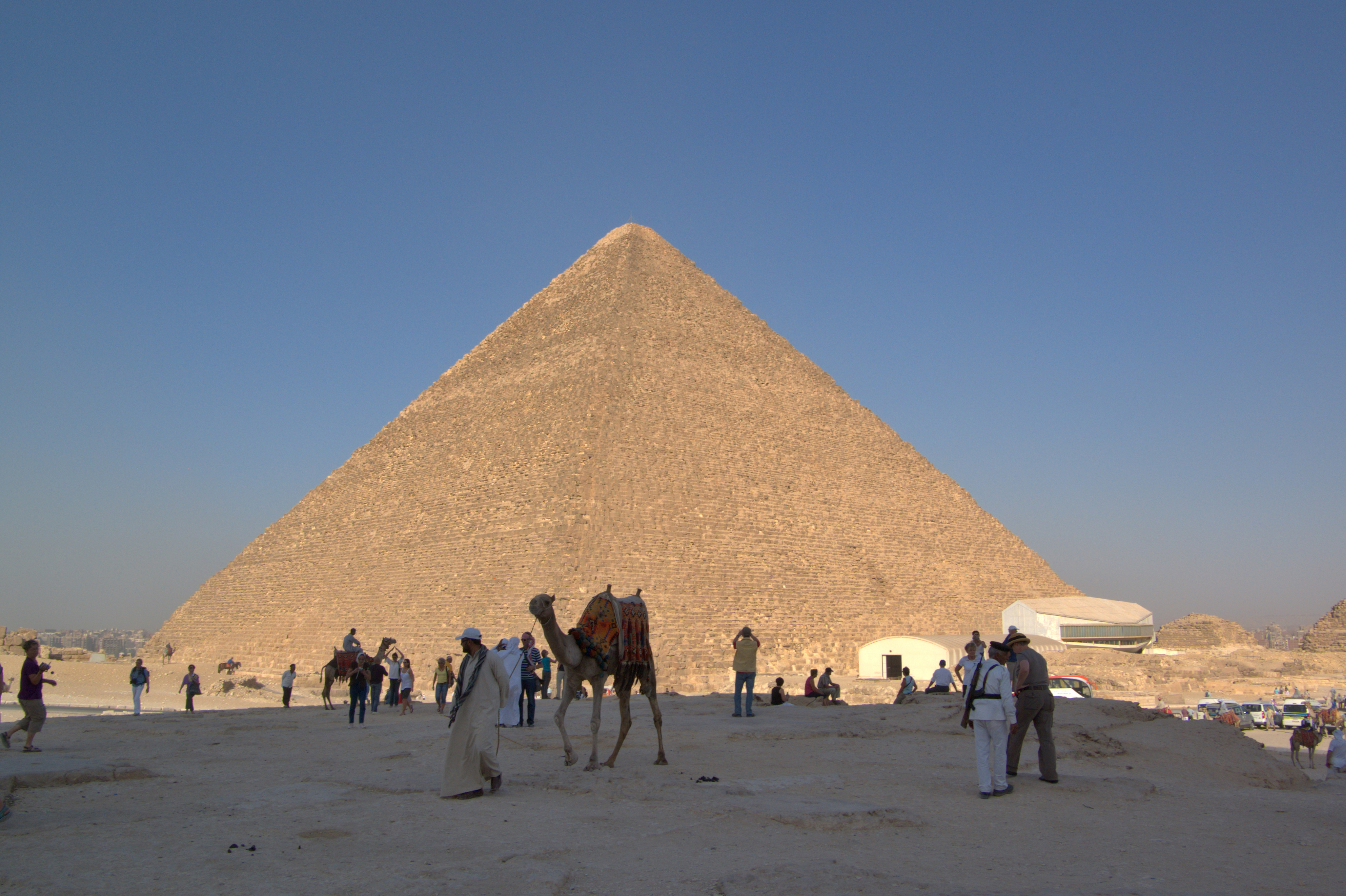
Cheops pyramid i Giza är 140 meter hög och tillhör fortfarande en av de mest beundrade konstruktionerna i världen. Man tror att det tog tjugo år att uppföra den och att den stod klar omkring 2 580 f.Kr.
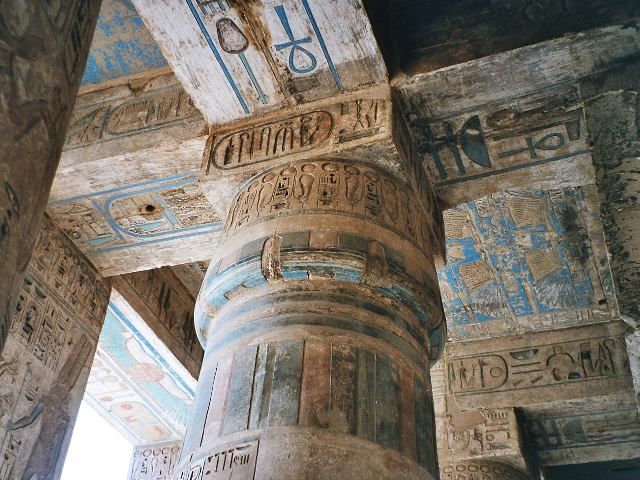
Hieroglyfer och symboliska dekorationer i det massiva stentaket i en av Amuntemplets peristyler. Medinet Habu, Egypten, omkring 1 100 f.Kr.

Indelning
- Arkitektur i forntidens Egypten
- Babylonisk arkitektur
- Sumerisk arkitektur
- Etruskisk arkitektur
- Minoisk arkitektur

## Västerländsk arkitektur

### Antiken

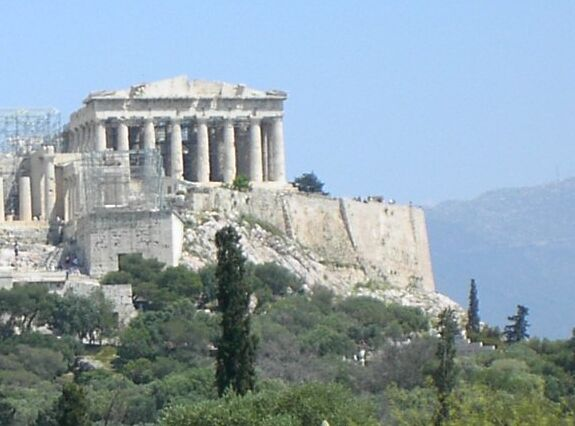
Parthenon i Aten.

De egyptiska och persiska, centraliserade samhällenas tempel-palats ersattes i den urbana grekiska kulturen och dess romerska efterföljare av agoran omgiven av en stor variation av byggnadstyper som rymde offentliga inrättningar, affärer och tempel. Kring dessa allmänna platser utvecklades i Greklands stadsstater olika kulturer och arkitektoniska traditioner som tillsammans blev grunden för västerlandets arkitekturhistoria. I Grekland utgjorde fortfarande en akropolis städernas centrum och ofta viktigaste försvarsanläggning. Den grekiska arkitekturen hittade fram till sina idag klassiska ornament och proportioner stegvis och med många lokala variationer. Den grekiska arkitekturen blev med hellenismen en exportprodukt med spridning från Indusdalen till Gibraltar.
Genom att erövra de grekiska kolonierna i Italien ärvde romerska riket den grekiska kulturen men placerade den snart i ett nytt sammanhang och gav den nytt innehåll. Till den grekiska morfologin la man valvet och istället för den staplade grekiska arkitekturen introducerade man i stor skala gjutna konstruktioner som man utvändigt klädde med stenskivor.
Även om det grekiska inflytande är mycket påtagligt i den romerska arkitekturen kombinerade man det grekiska kolonnordningarna efter eget huvud och överträffade grekerna i storlek - inte bara vad gäller monumentalarkitekturen med kupoler som Pantheon, utan kanske framför allt inom nyttoarkitekturen i form av akvedukter och vägar.

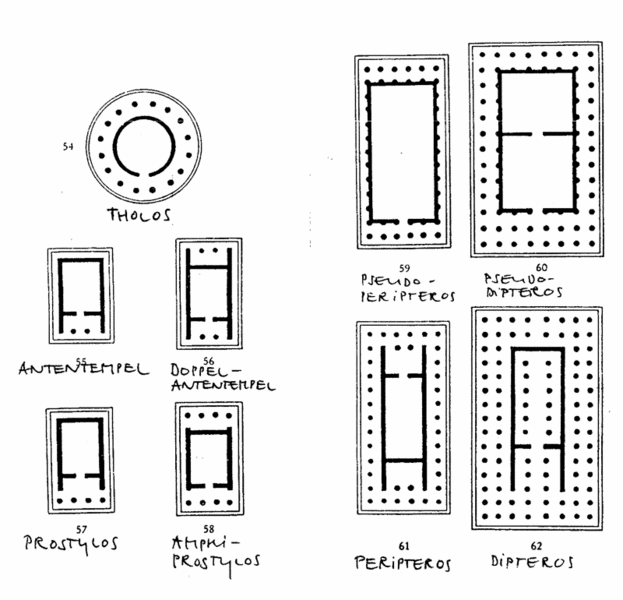
Templen uppvisade under antiken en stor variationsrikedom, men deras planer utgick alla från megaronens slutna, rektangulära rum med en övertäckt ingång i ena kortänden.
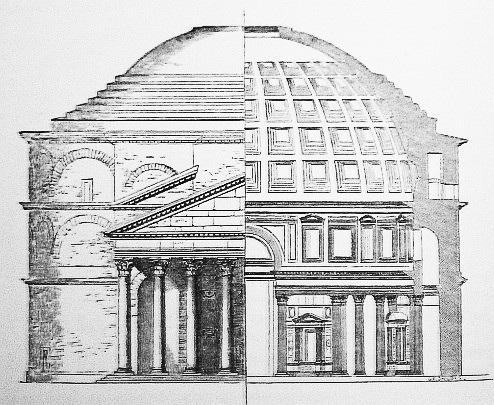
Pantheon i Rom har en kompakt bas gjuten med grovt grus som basalt och ett gradvis tunnare skal som uppe i kassettaket består av pimpsten. Med sin diameter på 43 meter var kupolen länge den största i världen. Ca 118-128 e.Kr.
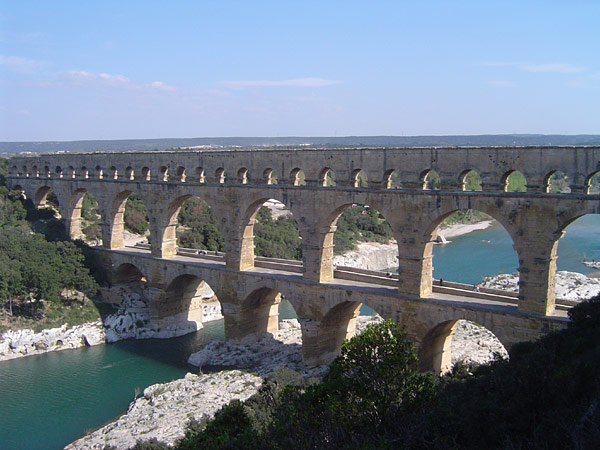
I akvedukten i Pont du Gard finns de typiska romerska bidragen till arkitekturen, bågen och gjutning, ca 50 f.Kr.

Indelning
- Grekisk arkitektur
- Romersk arkitektur

### Medeltiden

#### Bysantinsk arkitektur

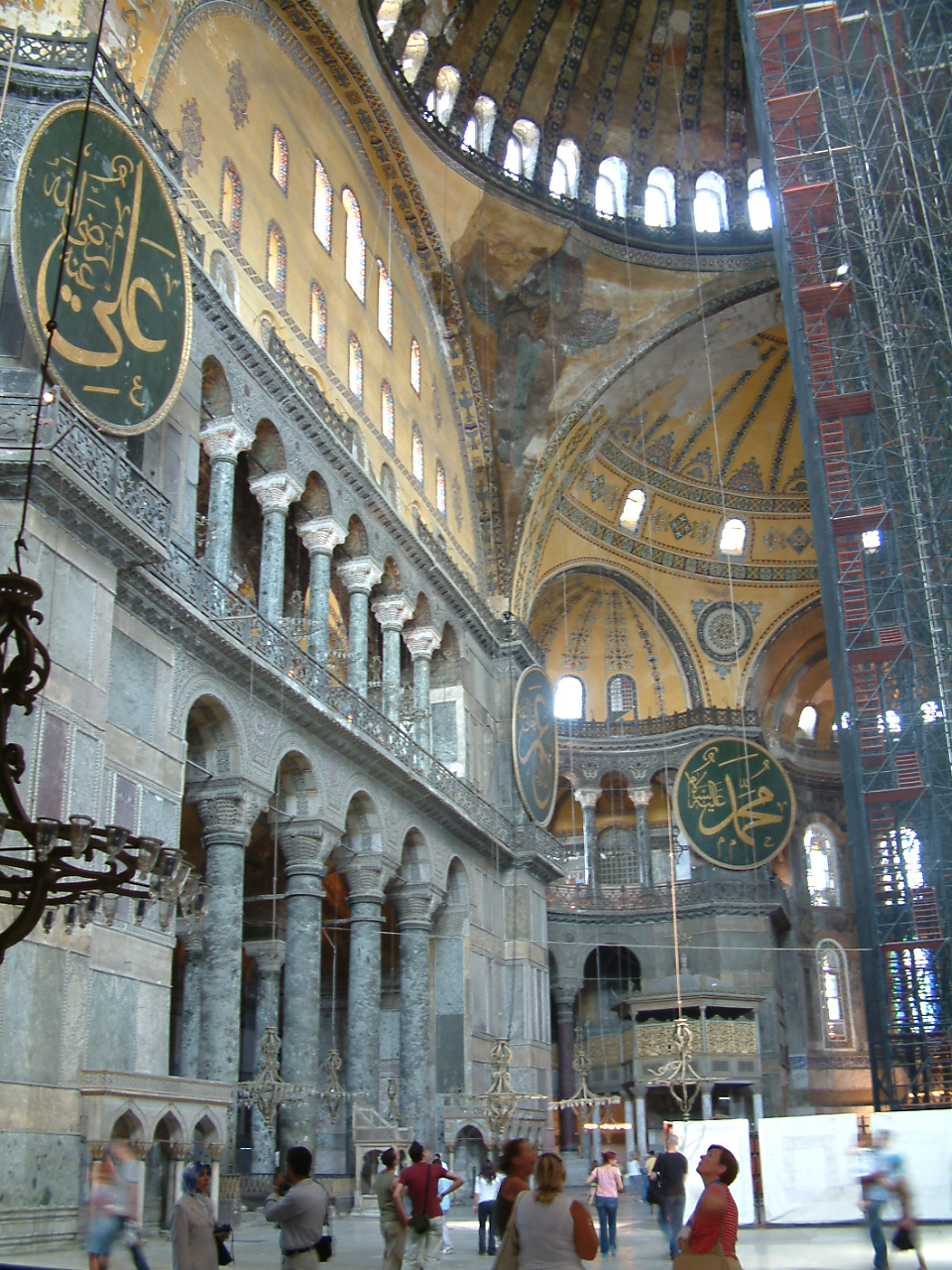
Hagia Sofia byggdes omkring 530 e.Kr. som manifestation av himmelriket på jorden fyllt av Guds heliga ljus och utgjorde den bysantinska kejsarkultens viktigaste propagandanummer. Kyrkan fick få efterföljare i väst, men kom att bli en viktig förebild för många moskéer. Istanbul, Turkiet.

Samtidigt som folkvandringarna steg för steg ledde till det romerska riket fall i Västeuropa spred sig religiösa strömningar från Orienten in i Medelhavsvärlden. Sedan kristendomen blivit statsreligion i Rom förändrades snabbt det romerska riket. Samtidigt som folkvandringarna steg för steg fick Västrom att upplösas i sina beståndsdelar stod Östrom emot alla invasionsförsök och där tog en ny kristen arkitektur form.
Under perioden 300-500 e.Kr. ersattes i östra Medelhavet gradvis den antika kulturen av en ny kristen, den bysantinska arkitekturen. Där de grekiska och romerska templen vänt sig utåt den omgivande staden, uppstod med kristendomens kyrkor, vid sidan av basilikan, en ny byggnadstyp: Korskyrkan med förgylld kupol och utvändigt strävsystem som vände sig bort från "denna världen" och istället ville gestalta himmelriket. Antikens centralt placerade skulpturer ersattes av mosaiker och fresker med onaturlistiskt framställda figurer av orientaliskt ursprung. Justinianus Hagia Sofia förblev den kristna arkitekturens mästerverk under åtminstone 1 000 år.
Denna bysantinska arkitektur fick efter lång tid stort inflytande på det långsamt uppvaknade Västeuropa, i synnerhet i Italien och i den ottonska konsten i Tyskland. Först med den så kallade karolingiska renässansen återkom ett starkt antikt inflytande i arkitekturen. Dessa ansatser fick knappast något vidare spridning och överlevde sällan sina beskyddares ömtåliga riksbyggen.
Den islamiska arkitekturen blomstrade samtidigt i det moriska Spanien och inflytandet därifrån närde den långsamma kulturella återhämtningen i det kristna Europa.

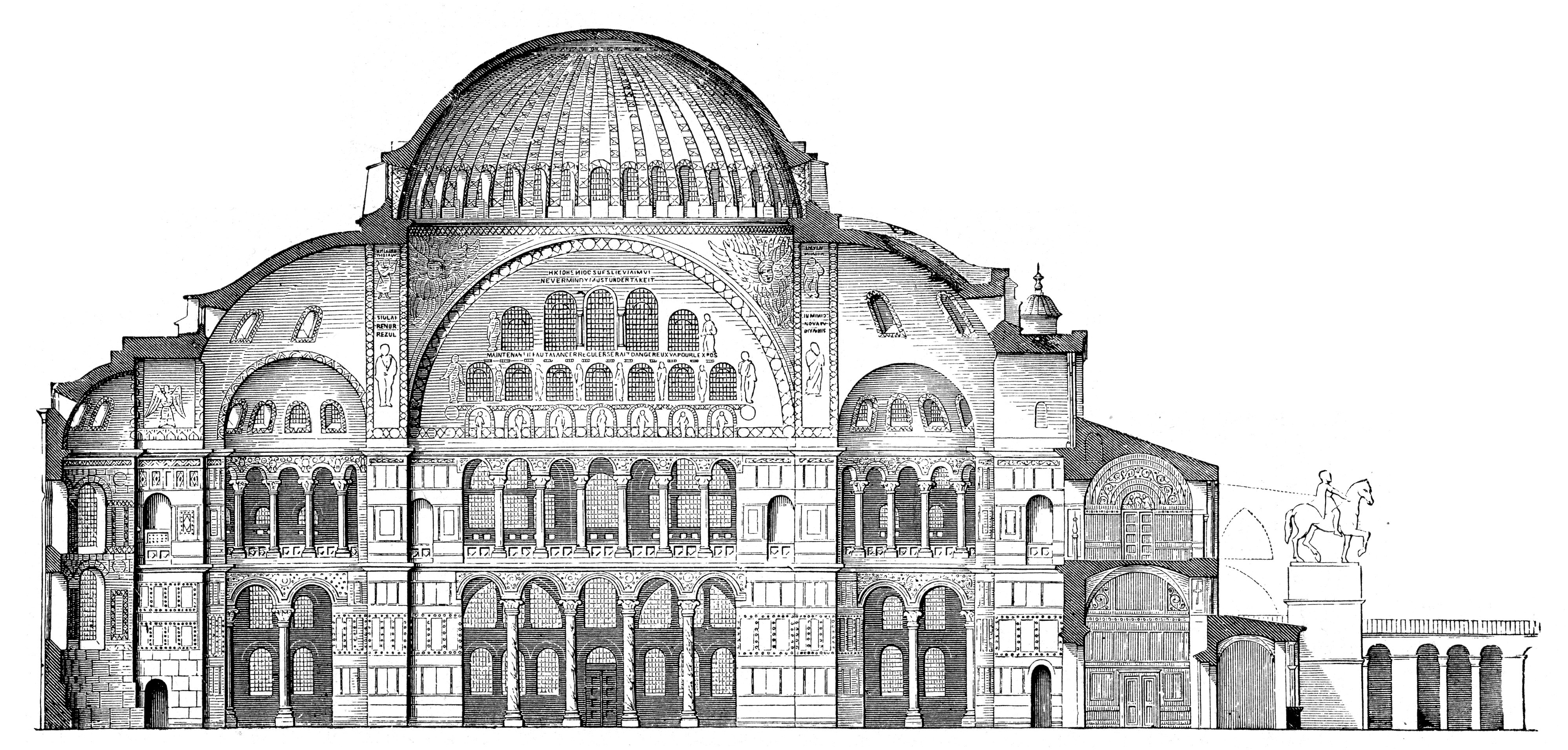
Snitt genom Hagia Sofia.
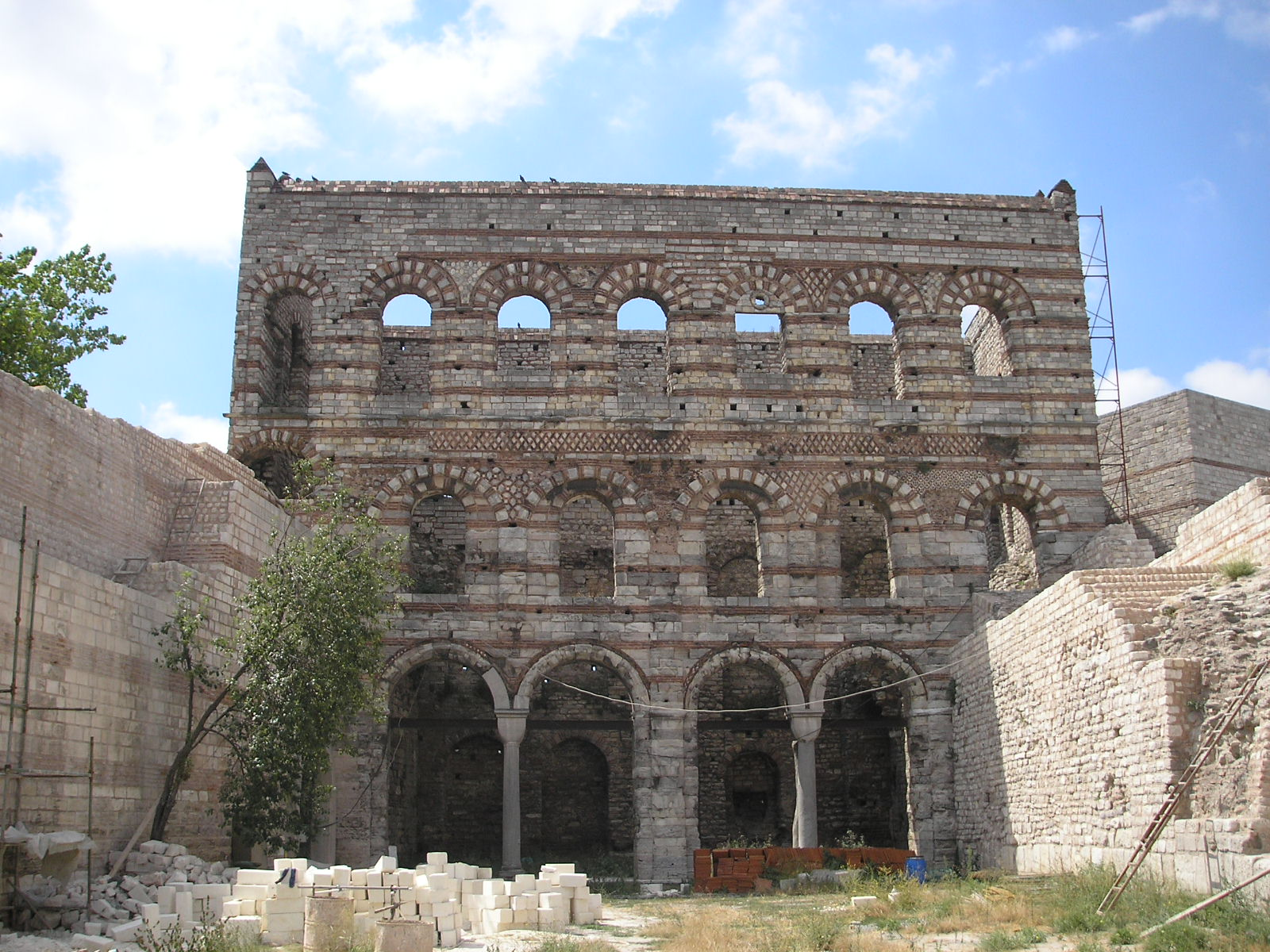
Ruinerna av Porphyrogenituspalatset i Istanbul.
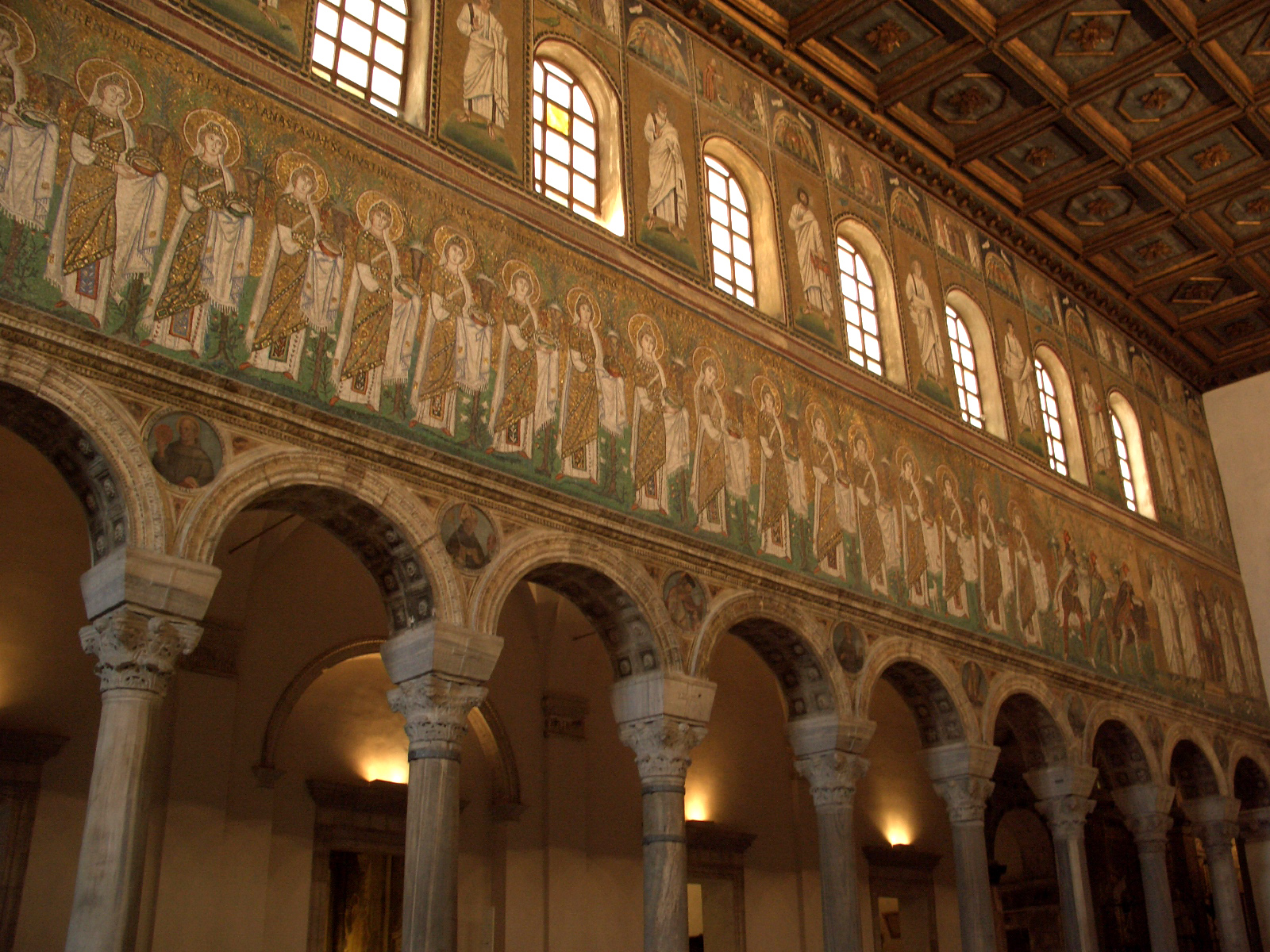
Interiör av huvudskeppet i Apollinare Nuovo i Ravenna.

#### Romansk arkitektur

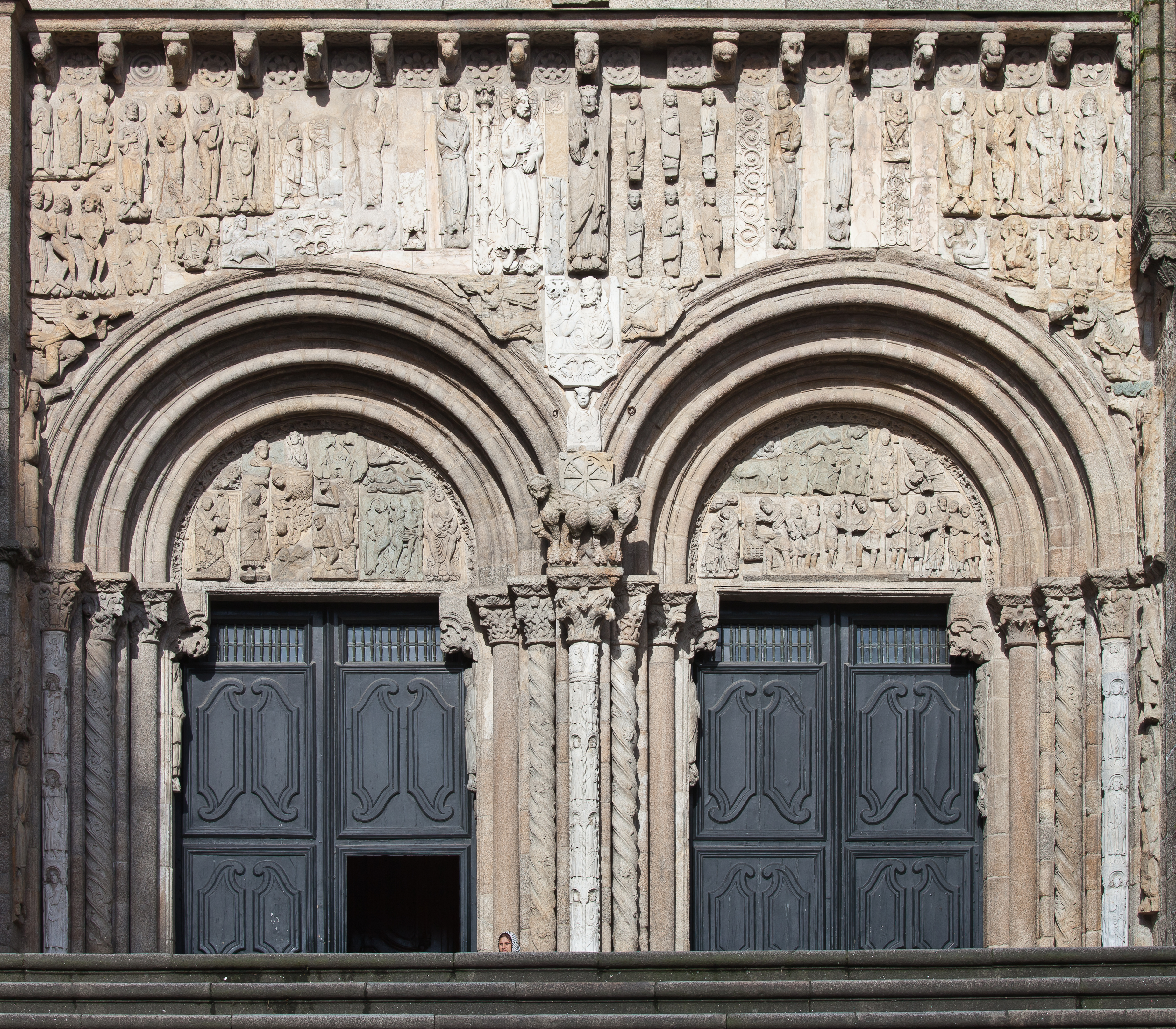
Santiago de Compostela, den romanska portiken mot Prateriastorget.

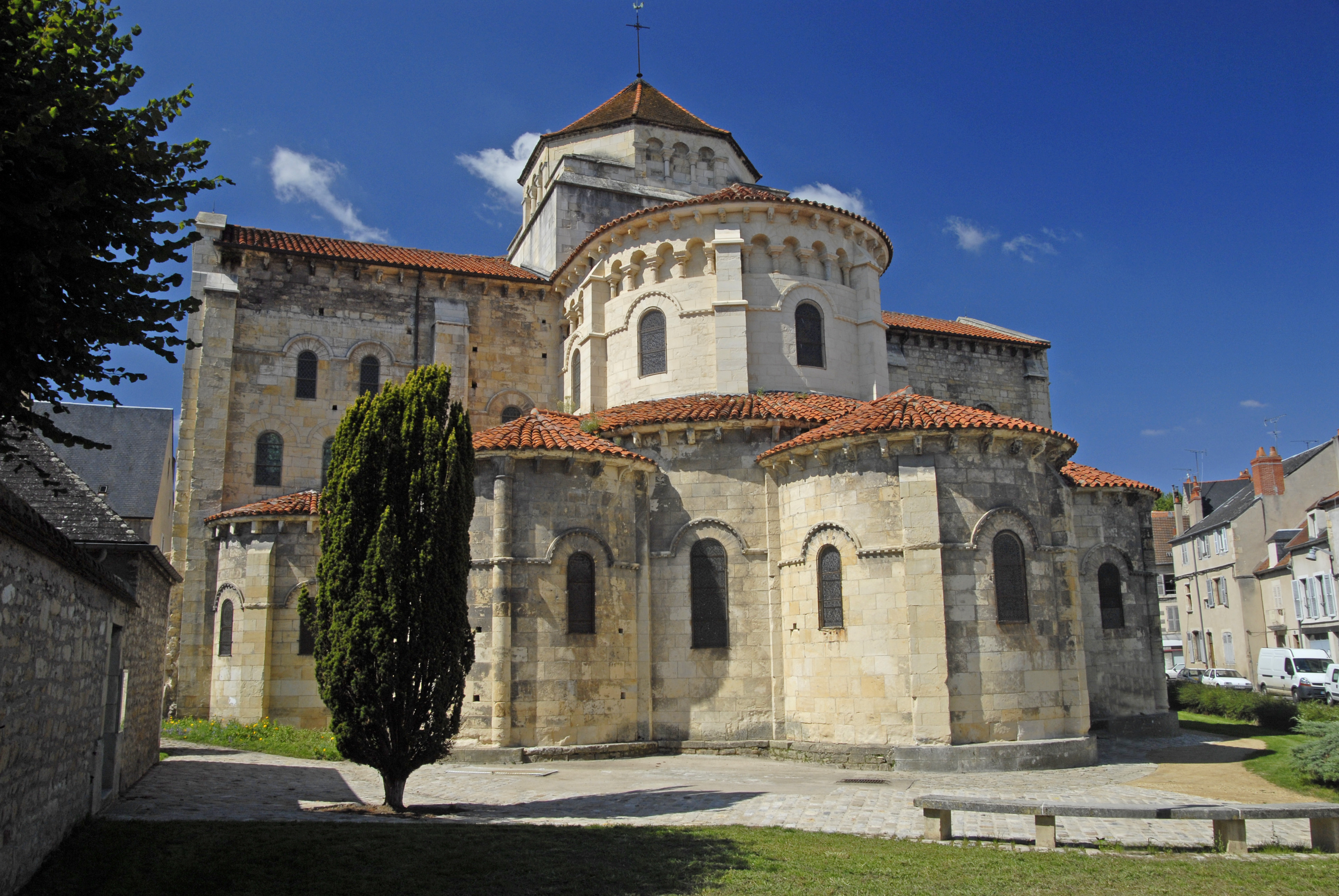
Saint-Étienne de Nevers, Frankrike, koret med absider.

Som namnet antyder återkom arkitektoniska motiv från antikens rom sedan väl även vikingarna slutat plundra kontinenten. Rundbågar, tunnvalv med gördelbågar, arkader med stödväxling och kryssvalv är dock bara delvis besläktade med antikens arkitektur.
Det blev dock den första arkitekturstilen med spridning över hela Europa sedan den romerska och det som satte fart på utvecklingen var pilgrimsfärderna mellan städer över hela kontinenten och framför allt Santiago de Compostela i västra Spanien. De stora skaror med pilgrimer som besökte kyrkorna på vägen skapade ett behov av större kyrkorum och i städerna längs med deras färdvägar växte därför nya ambitiösa kyrkor upp. Handelsmän, adel, riddare, konstnärer och bönder tog mig sig intrycken från de kyrkor de besökte hem vilket skapade en sammanhållen stiltrend över hela Europa.
Den första europeiska stil utvecklade steg för steg allt det som kom att känneteckna det efterkommande gotiska skeendet, men ännu fanns inte allt detta samlat i en enda byggnad. I Saint-Savin-sur-Gartempe hittar ljuset in i sidoskeppen, men tunnvalvet i mittskeppet saknar klerestorium och ligger i mörker. I Saint-Sernin har galleriet omvandlats till klerestorium och lisener klättrar ända från golvet och upp över valvet, men fortfarande utan att rummet fylls av det ljus som utmärker gotiken.
Det är i den romanska arkitekturen som skulpturen börjar dyka upp i arkitekturen igen, tydligast kanske i basilikan Sainte-Marie-Madeleine i Vézelay.
När till slut även vikingarnas räder på kontinenten upphört i mitten av 1000-talet, inleddes en snabb återhämtning i väst. Den religiösa och ekonomiska blomstringen innebar att pilgrimer började vallfärda över kontinenten och nya praktfulla kyrkor uppfördes.

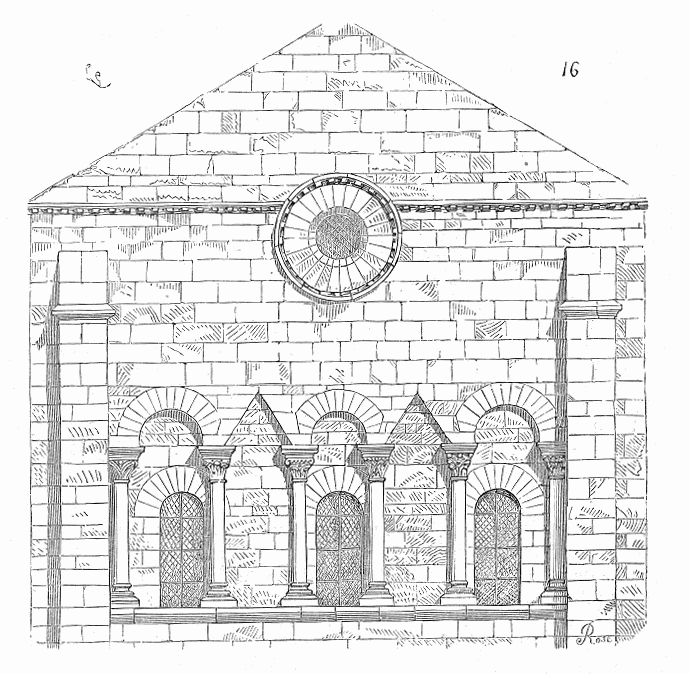
Bågar på Saint-Étienne de Nevers, Frankrike, ritning av Viollet-Le-Duc, 1856.
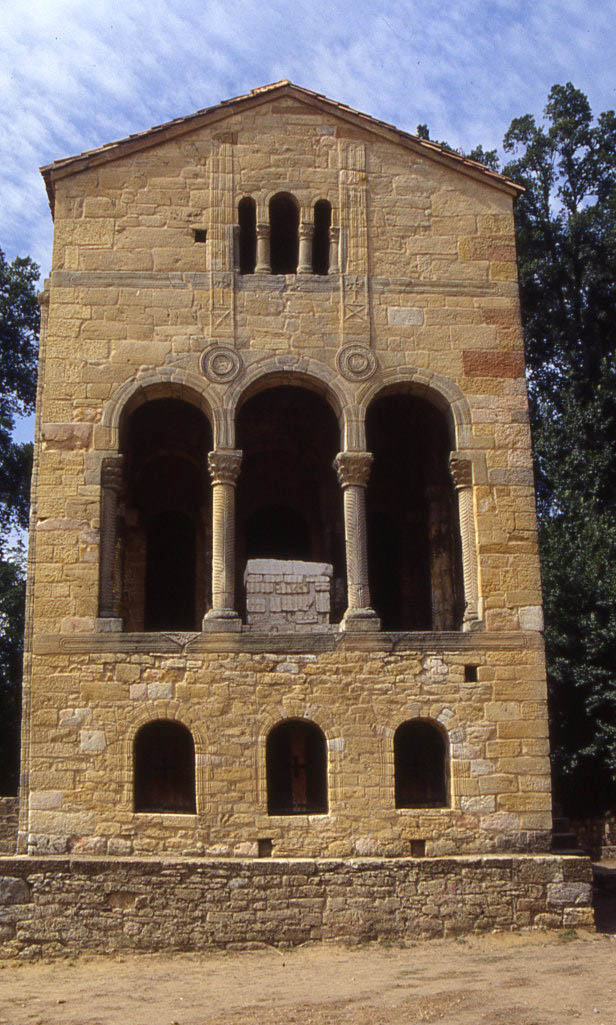
Santa Maria del Naranco, Oviedo, Asturien, omkring 850 e.Kr.
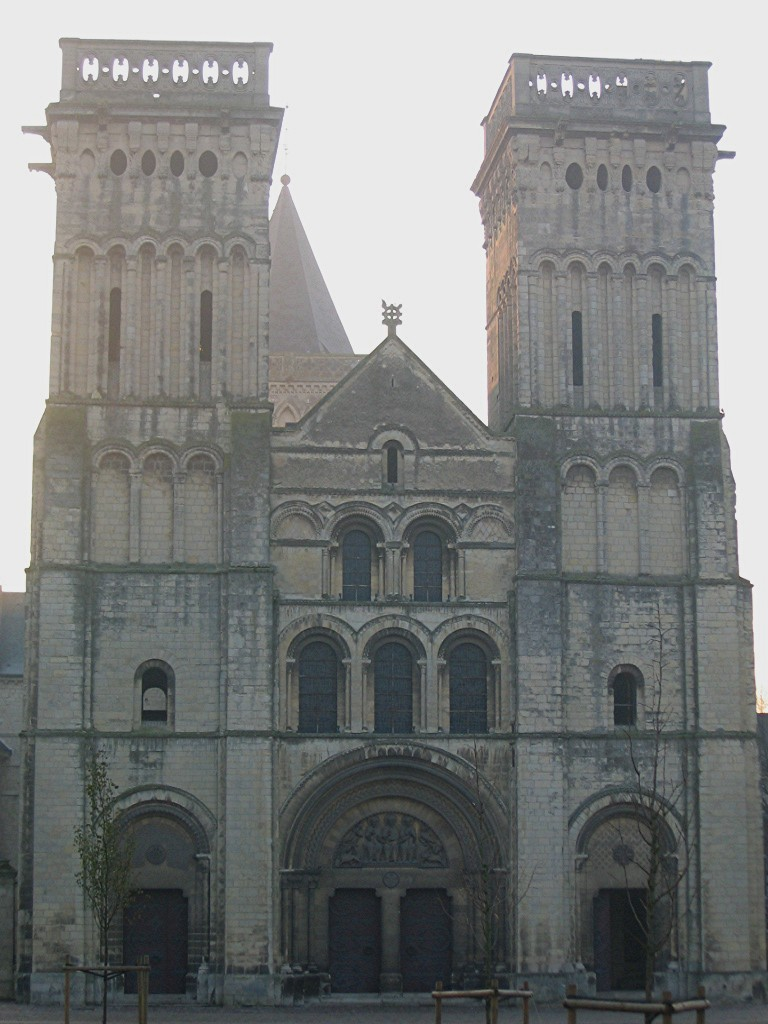
Église de La Trinité, L'Abbaye-aux-Dames, Caen.

#### Gotisk arkitektur
Gotisk arkitektur uppstod i Frankrike på 1100-talet och fick sitt genombrott i resten av Europa på 1200-talet. Gotiken är, till skillnad från den romanska rundbågestilen, en spetsbågstil. Gotisk stil utmärker sig främst genom stora glasytor, smala spiror, spetsbågar, kryssribbvalv och skelettartade stenstrukturer. Den gotiska stilen kom främst att användas i katedraler och andra kyrkor. Det var en "ljusets arkitektur" – avsedd att lyfta iakttagarens från det materiella till immateriella. I rum som flödade av ljus – gudomligt ljus – var något helt nytt. Konceptets poäng var att lyfta fram det andliga. Arkitekturens uppdrag var underordnat upplevelsen av det gudomliga.

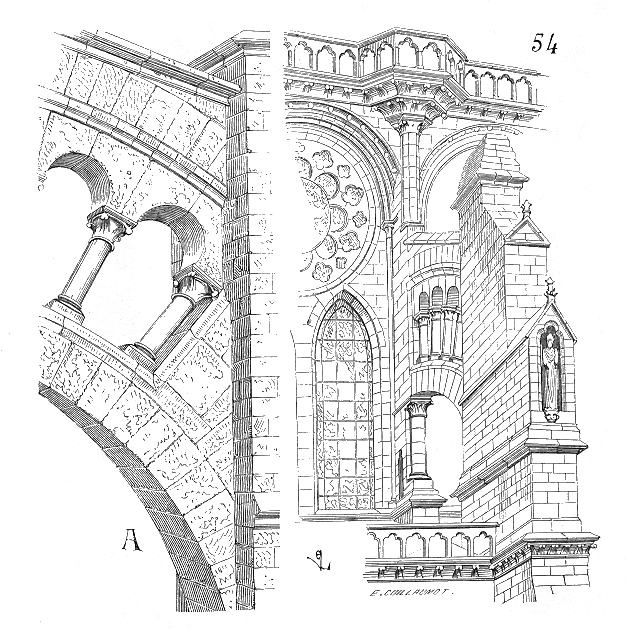
Strävbåge på Katedralen i Chartres, ritning av Viollet-Le-Duc, 1856.
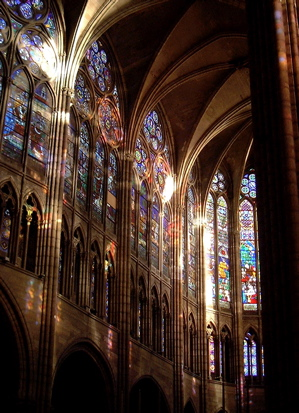
Klosterkyrkan Saint-Denis interiör.

Indelning
- Bysantinsk arkitektur
- Romansk arkitektur
- Gotisk arkitektur

### Tidig modern tid

#### Renässansarkitektur

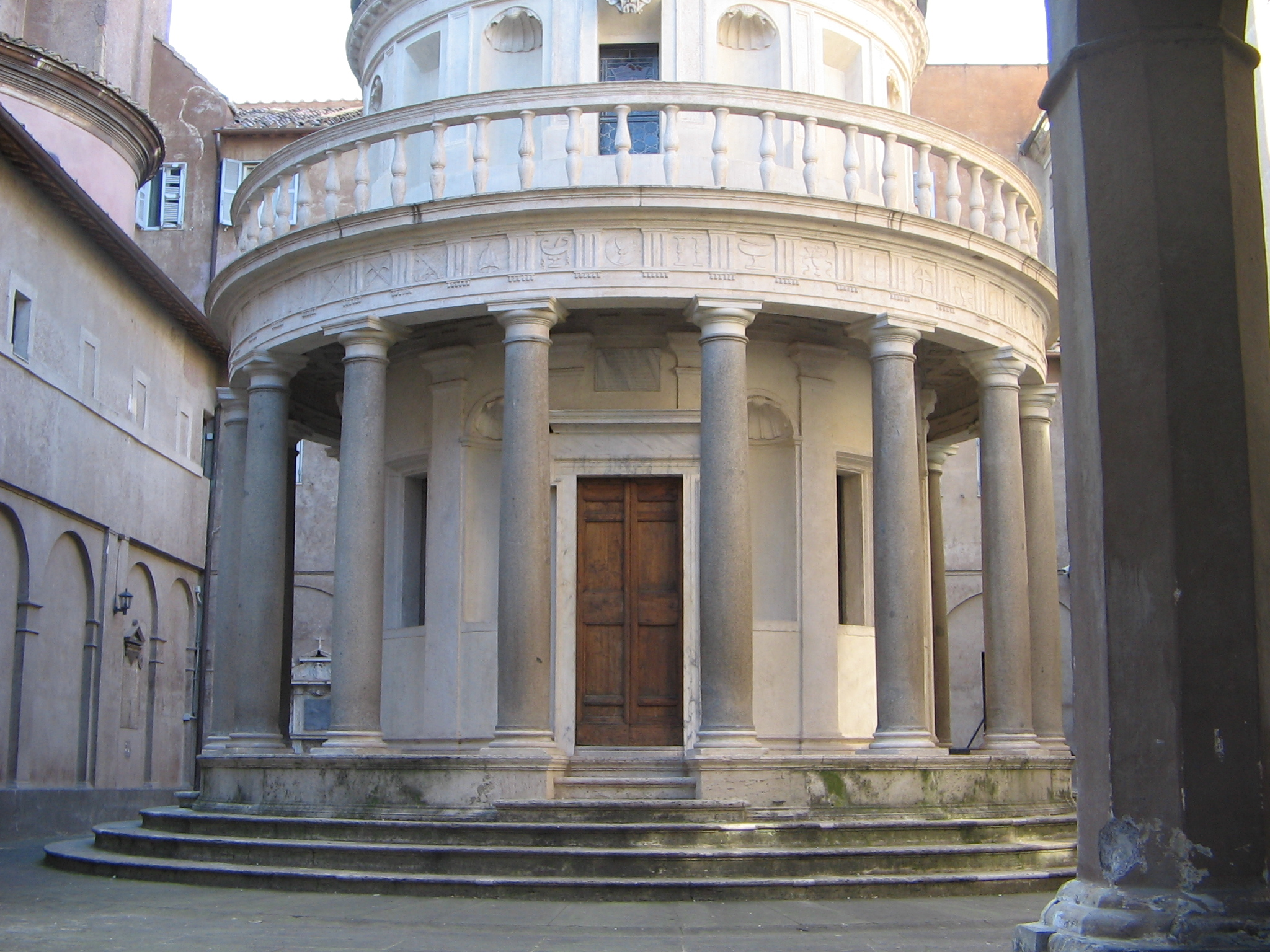
Tempietto, Donato Bramante, Rom, 1502.

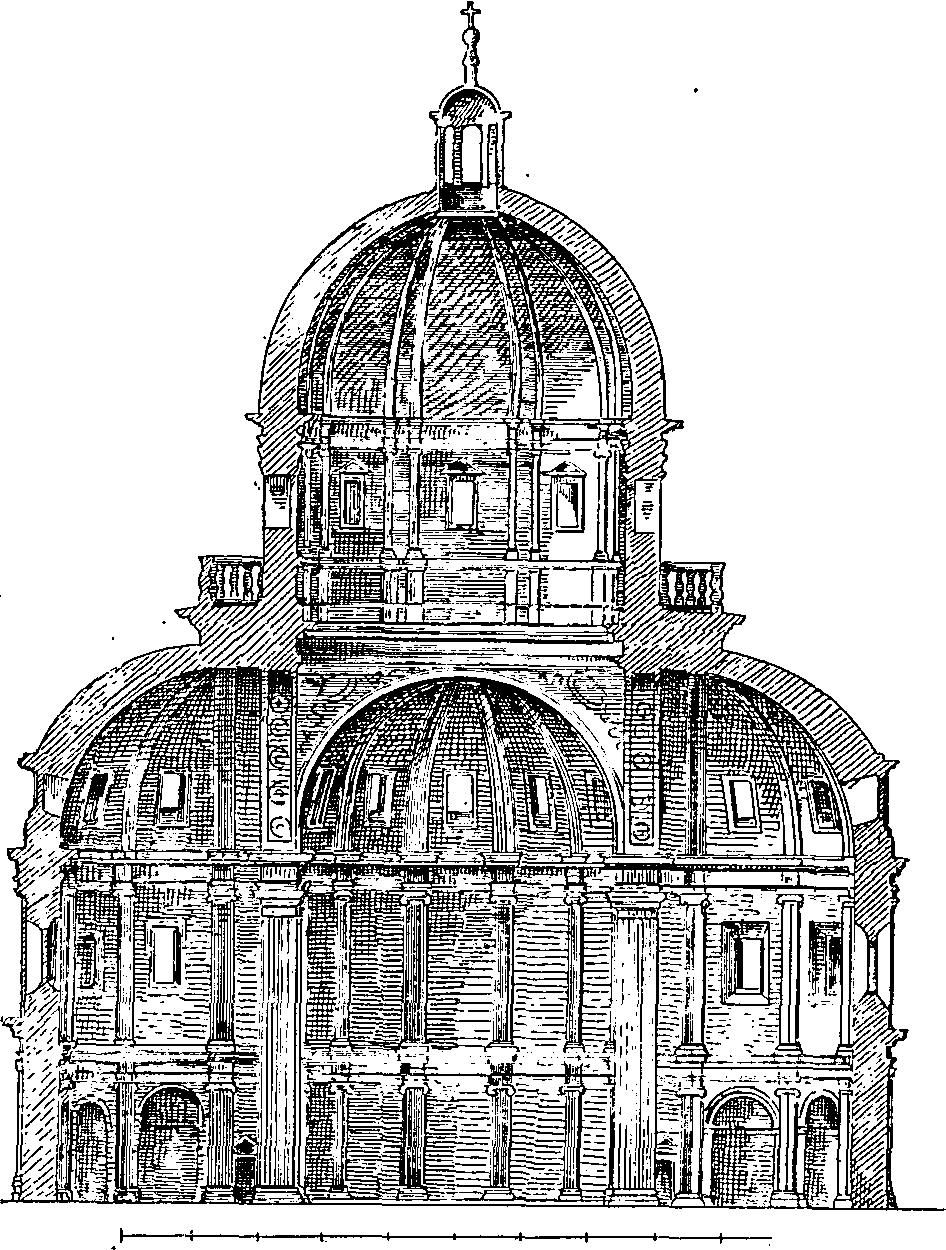
Korskyrkan Santa Maria della Consolazione i Todi följer Bramantes ursprungliga plan för Sankt Peterskyrkan i Rom, 1508–1607.

Inom arkitekturen innebar den italienska "renässansen" inte bara att man återupptäckte resterna av den romerska arkitekturen utan även en pånyttfödelse för arkitekturteorin. Visserligen var Vitruvius verk känt redan långt tidigare, men med början i Florens och centrala Italien i början av 1400-talet förflyttades intresset från hantverkarna i byggnadshyttorna till de lärda humanisterna. De gjorde sig mer oberoende sedan inflytelserika adelsfamiljer ersatt kyrkan som de viktigaste uppdragsgivarna och genom att nyplatonismen möjliggjorde att man kunde hämta idéer direkt från det "hedniska" Rom. Den föregående mångfalden av olika stilar och influenser ersattes med de platonska kropparnas regelbundenhet och intuitiva proportioner och vertikal dynamik ersattes av harmonisk regelbundenhet. Samtidigt gjorde den nyuppfunna perspektivläran att man nu tyckte sig kontrollera rummet med rationellt förnuft. Arkitekterna kunde nu planera sin formgivning i betydligt högre omfattning och istället för att försöka förklara Guds och ljusets mystiska natur, blev huvudmotivet skapelsens lagbundenhet.
Man brukar i renässansarkitekturen se en utveckling som kan delas upp i fyra stadier:
1. Ungrenässansen med Leone Battista Alberti och Filippo Brunelleschi
2. Högrenässansen med Donato Bramante och Rafael
3. den heterogena manierismen med Michelangelo, Giulio Romano och Andrea Palladio
4. Gian Lorenzo Berninis italienska barock som med renässansens arkitektoniska vokabulär eftersträvade helt andra visuella ideal.

När renässansen började exporteras till Spanien, Frankrike, Nederländerna, Tyskland, Polen och Sverige, var det redan en fullt utvecklad stil. Den anpassades dock efter lokala traditioner och klimat och uppvisar därför en stor variationsrikedom över hela Europa.

#### Barock

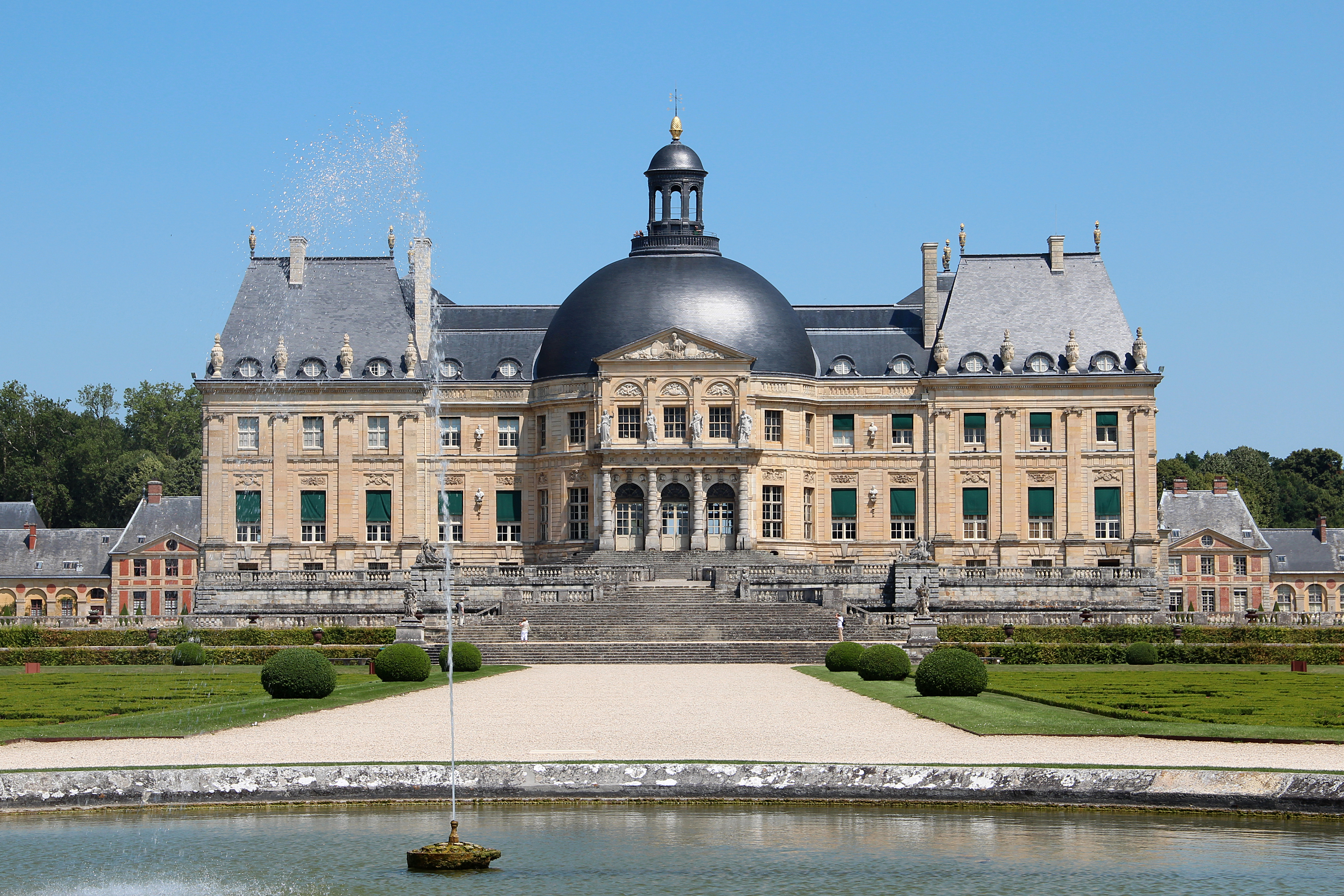
Vaux-le-Vicomte, Maincy, Seine-et-Marne. Ett enastående barockslott byggt av Nicolas Fouquet 1658-1661, och vars skönhet Ludvig XIV såg till kostade honom livet.

Den strukturellt klara och harmoniskt balanserade arkitekturen under renässansen ersattes av den betydligt mer dynamiska och kontrastrika barockarkitekturen. I stora byggnadsverk som Il Jesú och Versailles dominerar det dramatiska och pampiga. Ofta använde man teatrala effekter för att förstärka intrycket av storskalighet. Viktiga bakomliggande orsaker var motreformationen och, i synnerhet i Frankrike, den absoluta monarkins behov av att manifestera sin makt.

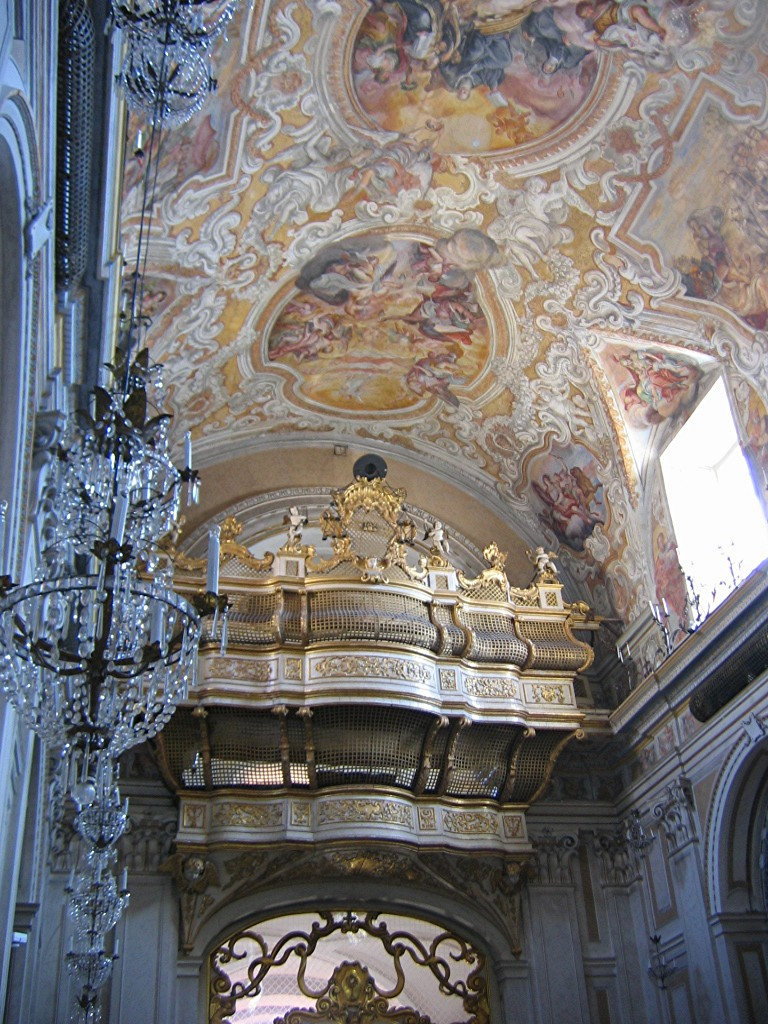
San Benedetto, Catania, Sicilien.
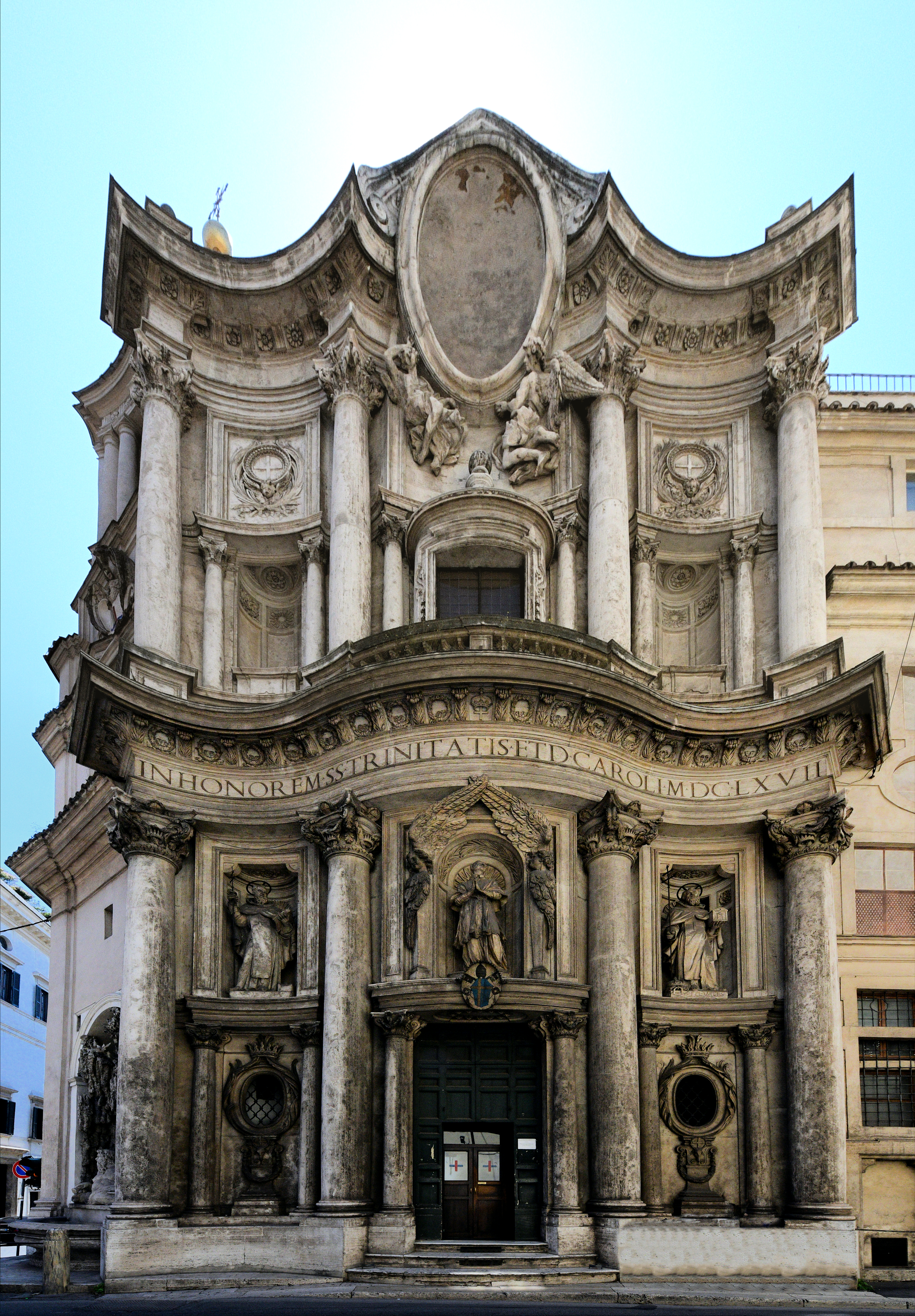
San Carlo alle Quattro Fontane, Francesco Borromini, 1630-talet
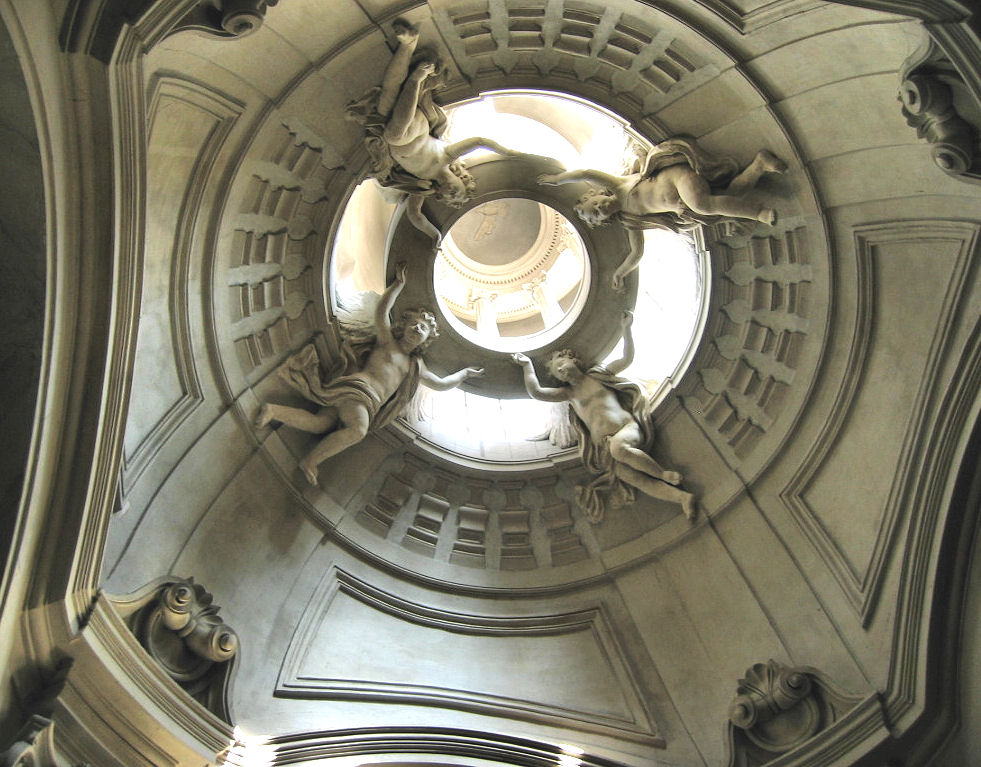
Antonio Gherardi - Cappella Avila (cirka 1680). Santa Maria in Trastevere, Rom

#### Rokoko

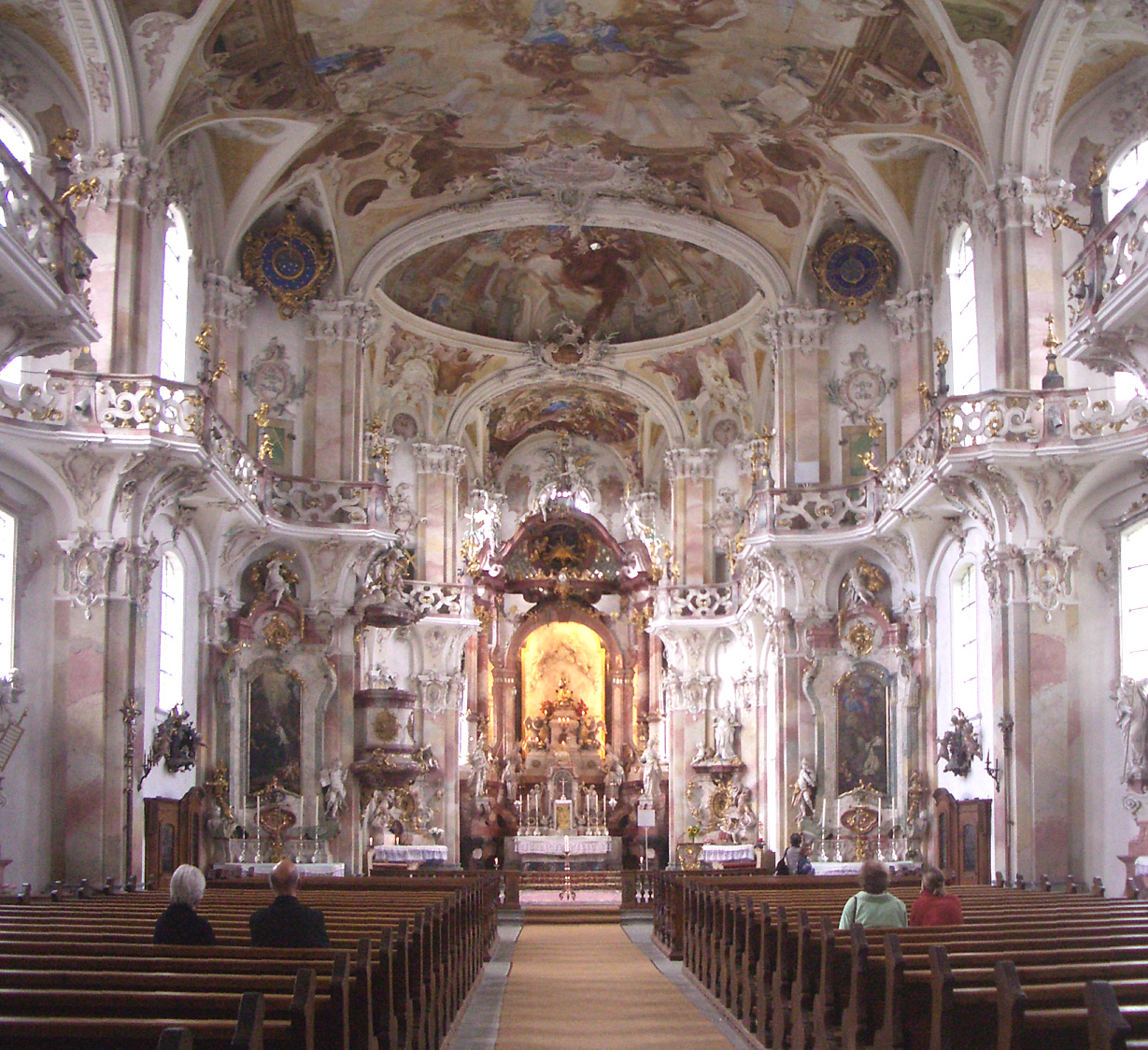
Interiör i den cisterciensiska pilgrimskyrkan Birnau. Arkitekt: Peter Thumb, 1746-1749, Salem, Tyskland. (fresko: Göz, stuck: Feuchtmayer)

En mindre svulstig och storskalig men inte mindre dynamisk stil avlöste barocken. Rokokon ägnade sig med stor omsorg åt mer privata miljöer och kännetecknas av exotiska motiv och organiska former. I Frankrike hade de kostsamma och föga framgångsrika krigen försvagat monarkin till favör för aristokratin som övergav Versailles för sina privata stadspalats (till exempel Hôtel Soubis) som de började dekorera i en ny stil, ohämmad av monarkins auktoritet och påverkad av den mer lättsamma brittiska konsten, framför allt företrädd av den engelska parken med sina intima, exotiska miljöer.
Den nya stilen fyllde rummen med en väv av energiska, skulpturala växtornament och abstrakta, asymmetriska former (s.k. rocaille). Barockens tunga stendekor som accentuerade arkitrav, fris och kornisch ersattes av frikostig stuckatur och nyckfulla och pittoreska träsniderier. Alla rumsliga delar smältes samman med inredning och serviser till en enda komposition i en mjukare pastellartad färgskala.
I Tyskland hade krigen omöjliggjort stora byggnadsprojekt. När fred och ekonomisk återhämtning till slut kom började man uppföra byggnader i stil med den franska rokokon, men i större skala. Några goda exempel är slottet Solitude i Württemberg, Wieskirche i Bayern och Karl den stores Sanssouci i Potsdam. I Sverige finns fina sniderier på Stockholms slott och Kina slott vid Drottningholms slott.
Rokokoarkitekturen företräds av bland andra Germain Boffrand, François de Cuvilliés den äldre och Dominikus Zimmermann.

#### Nyantik/romantiken

Brandenburger Tor i Berlin. Carl Gotthard Langhans, färdig 1791.

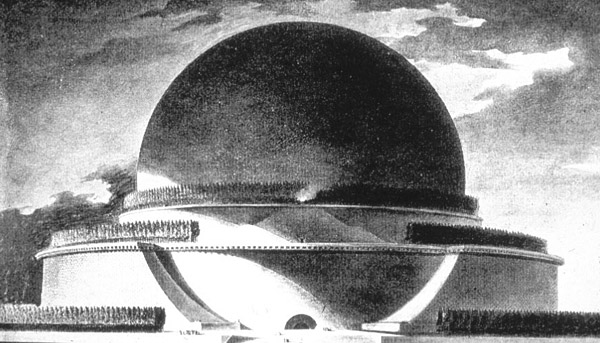
Cénotaphe a Newton, Étienne-Louis Boullée, 1784.

Den nyklassicistiska arkitekturen tog sin början i slutet av 1700-talet som en reaktion mot senbarocken och rokokon. Riktningen var också en strävan efter att återvända till vad som uppfattades som den romerska konstens "renhet", den grekiska konstens "äkthet" (trots att ytterst få konstnärer varit i närheten av Grekland) och renässansen under 1500-talet. På de brittiska öarna tog antipatierna mot rokokon sig uttryck i form av palladianism medan man i Frankrike, Italien och Tyskland snarare tillämpade en akademisk stringens på de klassiska drag som fanns i senbarocken för att uppnå en mer robust arkitektur – till exempel i Louvrens östra fasad av Claude Perrault (1660-talet) och Alessandro Galileis fasad till Laterankyrkan i Rom (fullbordad 1735).
En första generation klassicister studerade vid franska akademin i Rom och inspirerades av Winckelmann, däribland många progressiva svenska konstnärer (Tempelman, Ehrensvärd m.fl.). Arkitekten Jacques-Fransçois Blondel blev år 1762 direktör för den franska konstakademien och han anammade den rörelse som ville återgå till antikens tankegångar och klassicismens proportionslära. Till en början ympades klassiska dekorelement på det väletablerade, europeiska formspråket men en andra våg nyklassicister studerade direkt vid de arkeologiska källorna, spred sin kunskap i form av grafiska blad och var betydligt stramare än sina föregångare. Nyantiken kan delas in i tre faser där den första är revolutionsarkitekturen. Den främste teoretikern inom revolutionsarkitekturen var Étienne-Louis Boullée, som producerade flera spektakulära projekt baserade på förenklade klassicistiska former med utgångspunkt i sarkofager, pyramider och torn istället för de antika tempeltyperna. Den andra fasen är empiren, som växte fram med stöd av den nyss krönte Napoleon, med romersk arkitektur, särskilt Pantheon, som den stora förebilden. I och med nya noggrannare uppmätningar av de grekiska templen uppkom den tredje fasen nyhellenismen, som bestod i en mycket mer strikt syn på byggnadernas proportioner. Särskilt dominant blev denna i monumentalbyggnader på de brittiska öarna, med British Museum i London som ett exempel.
I Frankrike tjänade nyklassicismen först under Ludvig XIV för att efter revolutionen lättas upp och förfinas till den med Napoleon I förknippade empiren. I Italien, där rokokon länge höll sig kvar, ledde Napoleons inflytande till att klassicismen anammades av de unga republikanerna. I Tyskland blev grekiska förebilder viktigare, vilket fick en tidig förebild i Carl Gotthard Langhans Brandenburger Tor i Berlin och senare inspirerade en yngre generation med inflytelserika arkitekter som Karl Friedrich Schinkel och Leo von Klenze. I USA fick klassicismen bestående betydelse genom presidenten och arkitekten Thomas Jefferson.

### Industriåldern

#### Nystilarna
I och med 1830-talets politiska oro med julirevolutionen och en engelska reformbillen förlorade nyantiken allt mer inflytande. Istället började andra nystilar som nyrenässansen och nygotiken vinna allt mer mark. Nya arkeologiska rön som visade att de antika tempelbyggnaderna i Grekland och Rom inte varit så rena och vita, som man innan trodde, utan målade i skarpa färger, öppnade för nya tankesätt. Gottfried Semper, den nyutnämnde professorn vid akademien i Dresden var en av de som högst argumenterade för att de antika kulturerna målat sina byggnader, men även Schinkel tog intryck av de nya tankarna. Färgerna visade sig dock inte vara så beständiga i klimatet norr om alperna och istället började man, med Schinkel som föregångare att använda tegel. Detta material passade färgentusiasterna utmärkt, då det hade de varma färger som man eftersökte och kunde varieras genom olika bränningar och glasyrer. Ett exempel som kom att få väldigt stor betydelse för kommande arkitekter var Berlins Bauakademie, utförd i formslaget, handhyvlat tegel i en strängt kubistisk utformning. Schinkel fick snart flera efterföljare, bland annat Ludwig Persius. Semper kom också att bli en av de mest betydande nyrenässansarkitekterna i de tyskspråkiga länderna. Störst motstånd mötte de nya strömningarna i Frankrike, där den inflytelserika skolan École des Beaux-Arts höll fast vid nyantiken. Under julirevolutionen gjorde dock eleverna på skolan uppror mot den gamla ordningen, understödda av arkitekten Henri Labrouste. I och med detta blev dock både Labrouste och de elever som gjorde uppror utfrysta av det franska arkitekturetablissemanget och få av deras projekt förverkligades.

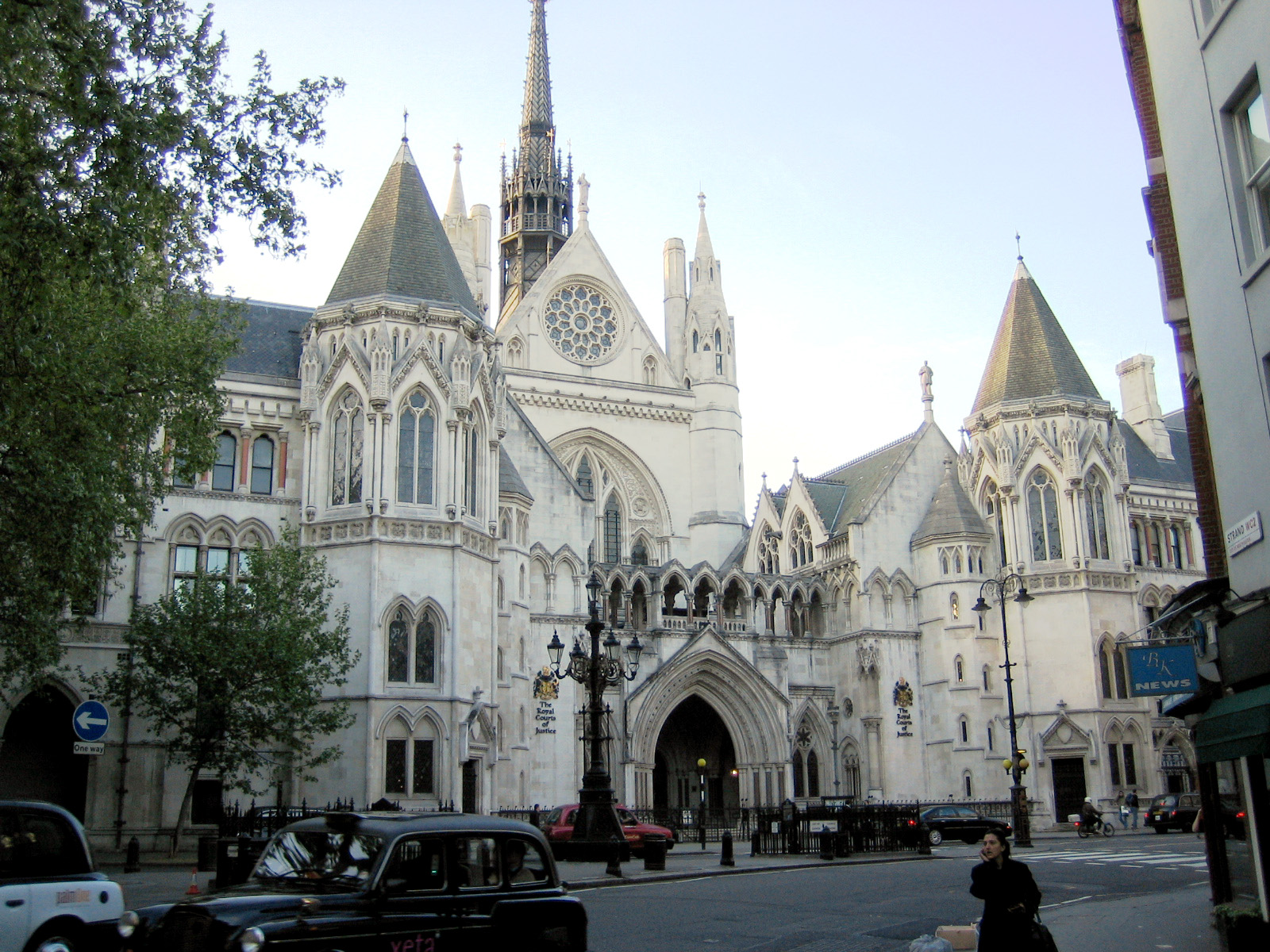
Royal Courts of Justice i London, G E Street

Parallellt med nyrenässansen började det under 1830-talet växa upp ett stort intresse för medeltiden och medeltida arkitektur i Europa. Särskilt var det då gotiken som man såg som den stora förebilden. Detta intresse gav dock även upphov till en stil som ofta sammanblandats med nyrenässansen, nämligen den stil som i Tyskland kom att kallas Rundbogen (rundbågestilen). Denna stil använde till skillnad från nyrenässansen och nygotiken fornkristen, bysantinsk eller romansk arkitektur som sina förebilder.
De första exemplen av nygotiska byggnader kom under denna tid och bestod mest av en slags romantiska inslag i slottsparkerna, vid sidan av kinesiska lusthus och konstgjorda ruiner. Men särskilt från och med 1830-talet byggdes allt fler byggnader i nygotik. Dessa var också mer stilriktiga och liturgiska till utformningen. I Frankrike blev Eugène Viollet-le-Duc en av de mest framstående under 1800-talet. Han restaurerade flera förfallna medeltida byggnader, med filosofin att inte återställa byggnaden till hur den tidigare sett ut, utan att renodla den till den stil den är byggd i. I Tyskland blev restaureringen av den enorma Kölnerdomen en nationell angelägenhet. Liksom Rundbogen kom nygotiken mest att användas inom kyrkoarkitektur, men i England, där gotiken var mer fast förankrad, kom flera större profana byggnader att uppföras i nygotisk stil. De mest framträdande är Parlamentshuset, ritat av Charles Barry och Augustus Welby Pugin, och den mer säregna domstolsbyggnaden The Royal Courts of Justice av George Edmund Street. En av de största teoretikerna inom nygotiken i England var konsthistorikern John Ruskin.

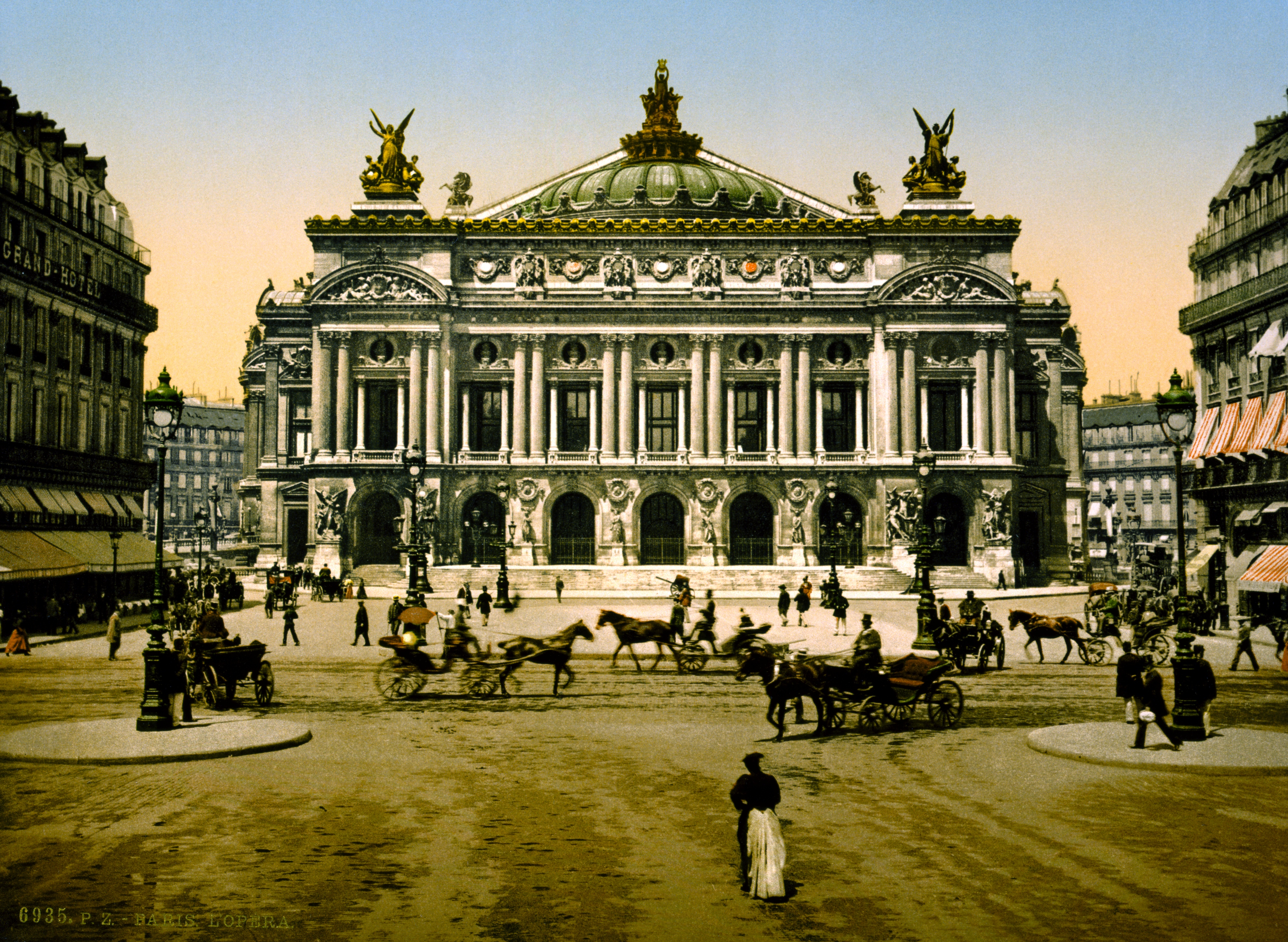
Parisoperan kring år 1900, Charles Garnier

Stileklecticismen uppstod från början när de yngre arkitekterna på École des Beaux-Arts i Paris längtade efter större frihet från den strikta nyantiken i sitt byggande. De nationalistiska strömningarna vid den här tiden fick de franska arkitekterna att blicka bakåt till storhetstiden under Ludvig XIV, som var dominerad av barocken. Denna barock blandades in i de klassicistiska strömningarna och denna barock-klassicism utvecklades till något av Frankrikes nationalstil under 1860-talet. Ett antal stora projekt uppfördes ny i den nya stilen, bland annat operan i Paris av Charles Garnier. Även i resten av Europa blandade man in allt mer nationella inslag i arkitekturen. I Rom uppfördes det tunga barock-klassicistiska Palazzo di Giustizia, justitiepalatset, i Budapest byggdes det nya parlamentshuset i en blandning av nygotik och nybarock, i Wien byggdes det nya rådhuset och Fünfhauskyrkan i samma stil och Berlin uppfördes det pampiga riksdagshuset och Berlins domkyrka. Sverige påverkades mest av den tyska varianten av eklekticism, vilket bäst ses i riksdagshuset i Stockholm av Aron Johansson. I Danmark och Nederländerna blickade man tillbaka till den speciella dansk-holländska renässansarkitekturen, där man som exempel kan se järnvägsstationen i Helsingör och Riksmuseet i Amsterdam.
Indelning
- Nyrenässans
- Nygotik
- Rundbogen
- Eklekticism

#### Ingenjörsarkitektur

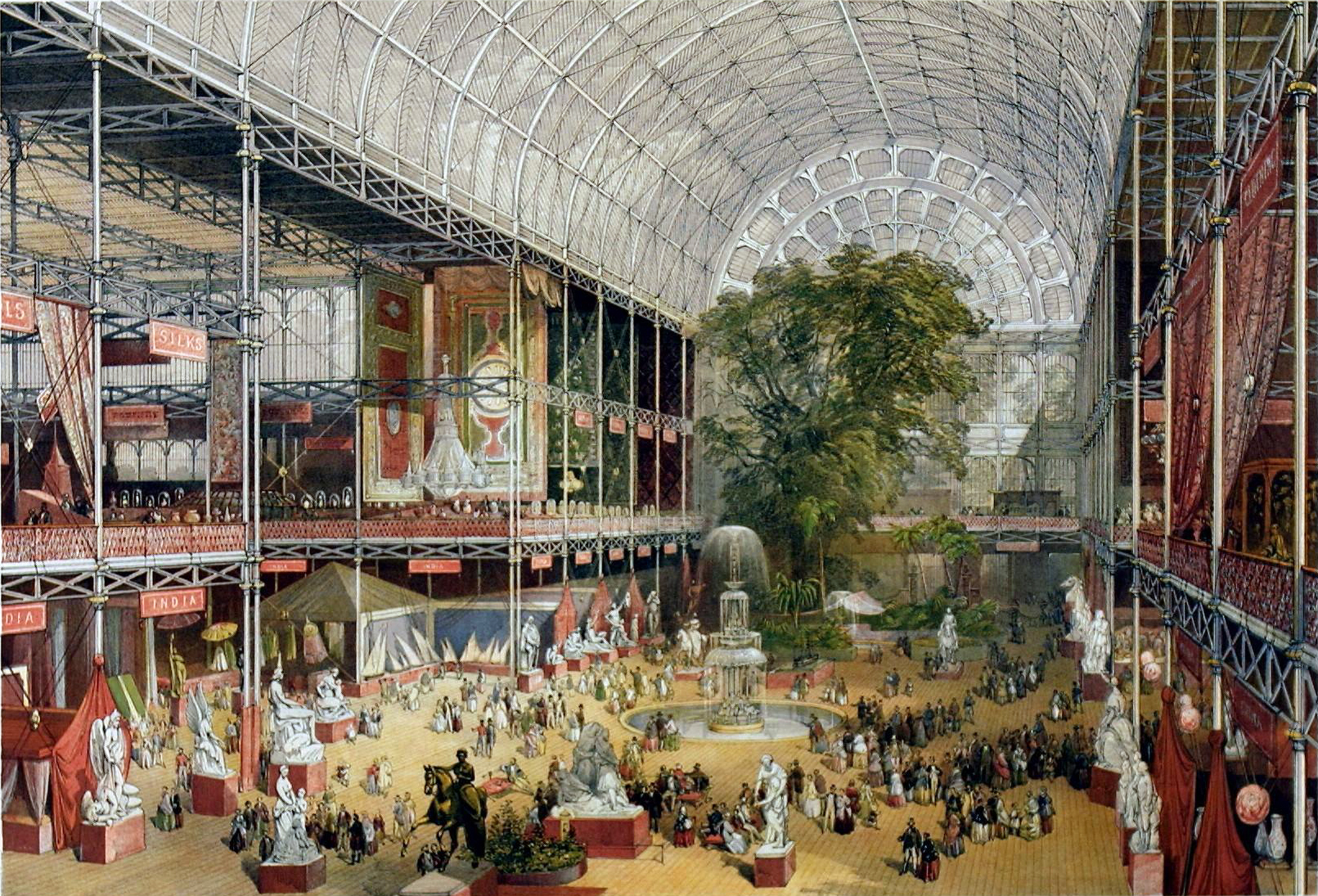
Interiören på Crystal Palace, Joseph Paxton

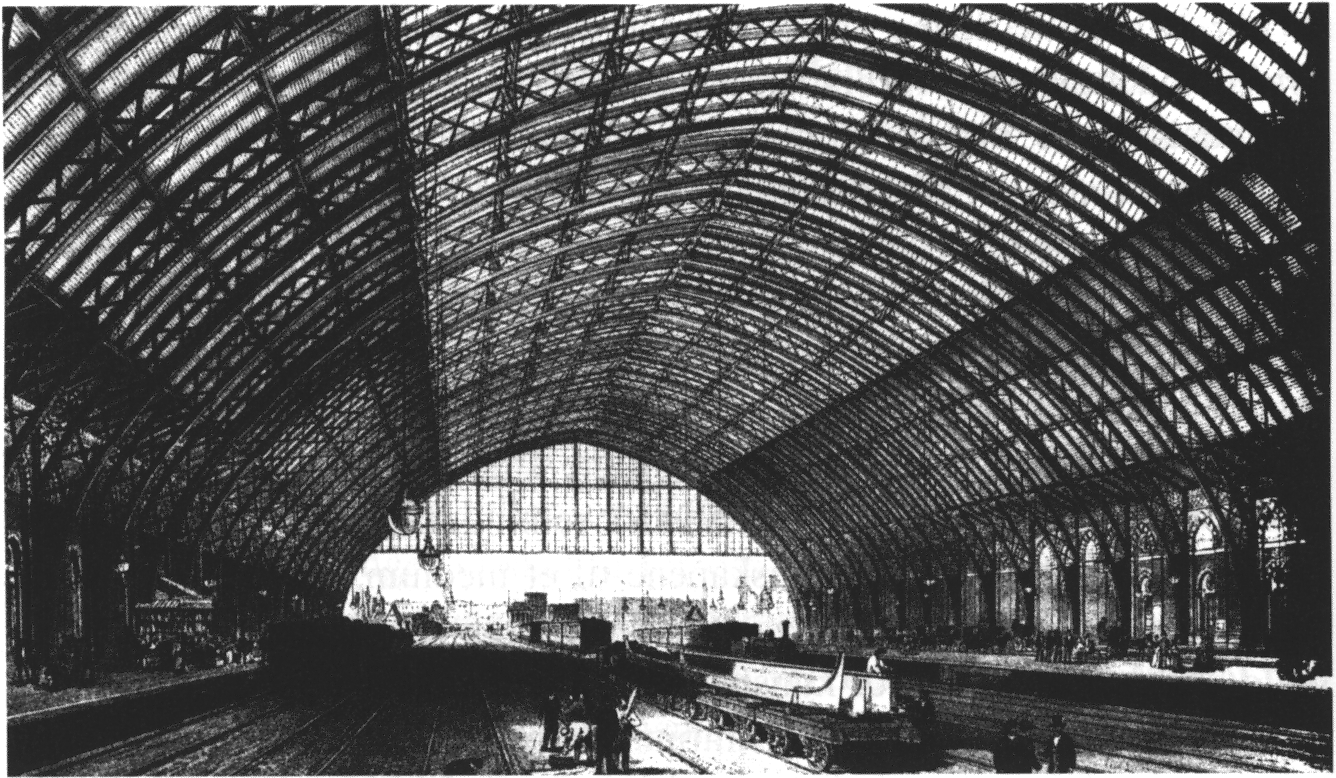
Perrongtaket på St Pancras Station

Järn hade använts inom byggnadskonsten sedan antiken, då man använde smidesjärn för att sammanbinda stenblock i större konstruktioner. Under senare delen av 1700-talet utvecklades gjutjärnet i England, vilket man sedan experimenterade med som konstruktionsmaterial. Gjutjärnet mjuknade dock lätt vid eldsvådor och det fanns vid 1800-talets mitt flera exempel på kollapsade broar utförda i gjutjärn. Men det fanns även lyckade experiment vilka övertygade om järnets betydelse som framtida konstruktionsmaterial. Redan 1809 hade arkitekten F-J Belangers och ingenjören F Brunet konstruerat en gjutjärnskupol över sädesmagasinet Halle au Blé med en diameter på 40 meter. De första byggnader med en bärande stomme utförd helt i järn var industrilokaler, där bland annat den kände ingenjören James Watt deltog i utvecklingen. Ett framstående exempel på en sådan fabriksbyggnad är Stanley Mill vid staden Stonehouse i England. Med dessa industribyggnader som förebild kom fler byggnader av annan funktion att byggas med liknande skelettkonstruktioner. Särskilt snabba att anamma den nya tekniken var man i USA, där man redan hade ett liknande system fast med en trästomme, så kallade "balloonframes". Uppfinnaren James Bogardus började i slutet av 1840-talet att experimentera med hus helt av glas och järn i New York och i Chicago uppförde William Le Baron Jenney byggnaderna Leiter Building (1879) och Home Insurance Building (1883). Båda hade ett bärande skelett i järn med en icke-bärande fasad upphängd utanpå.
De flesta arkitekter höll sig dock kvar vid stenbyggnader och gjutjärnskonstruktioner kom mest att användas bakom de historicerande stenfasaderna. Där gjutjärnet dock kom till sin rätt var vid de stora industriutställningarna vid 1800-talets slut. Den första av dessa var The Great Exhibition i London år 1851, där den enorma utställningsbyggnaden, Crystal Palace, väckte stor beundran och blev en förebild för flera kommande utställningsbyggnader. En annan höjdpunkt inom utställningsarkitekturen var Gustave Eiffels 300 meter höga torn till utställningen i Paris 1889 - Eiffeltornet. Utanför utställningarna var det mestadels vid järnvägsstationerna man fick se blottade gjutjärnskonstruktioner. Inte själva stationshusen, som fortfarande utfördes i sten med diverse historicerande utformningar, utan perrongtaken, som ibland spände över stora avstånd och därför var mycket mer tekniskt utformade. Ett av de mest uppmärksammade exemplen av perrongtak ses vid Saint Pancras station i London, där de stora järnbågarna tillåts gå hela vägen ner till marken, till skillnad från att landa på ett murkrön, som var det vanliga.

#### Arts and Crafts

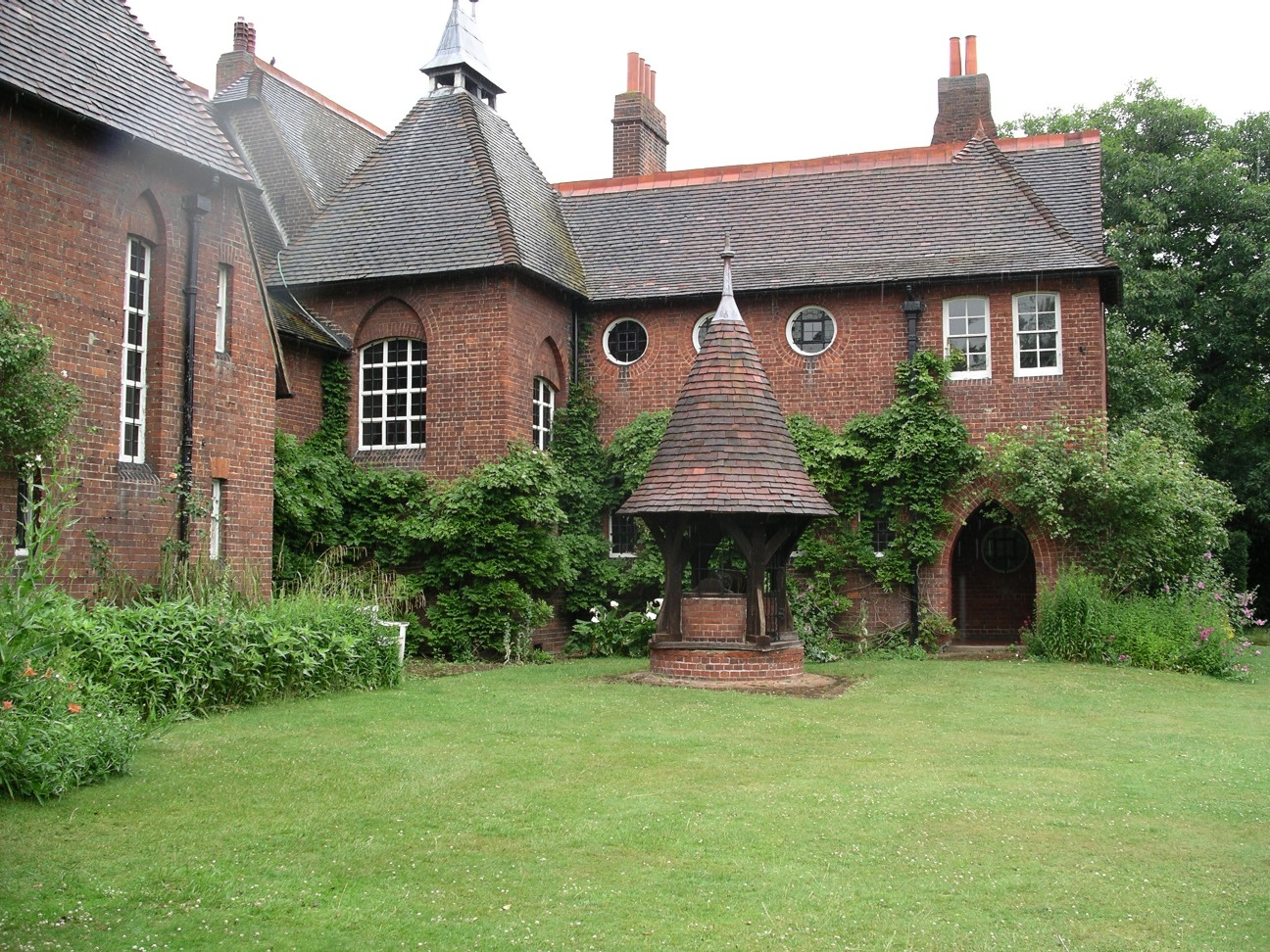
Red House, Philip Webb

Den kraftiga industriella utvecklingen under 1800-talet fick oundvikligen sina motreaktioner, varav Arts and Crafts-rörelsen är den mest dominanta. Målet var att starta en antiindustriell revolution där man skulle gå tillbaka till de gamla produktionssätten där konsthantverkare dominerade. Rörelsen startades av William Morris, en konstnär som sedan ändrade inriktning till arkitektur, mönsterteckning och konsthantverk, och som tillsammans med Pugin och Ruskin tillhörde industrialismens största motståndare. Sitt stora genombrott fick rörelsen på 1880-talet då allt fler så kallade gillen skapades. Den första stora arkitekten inom rörelsen var Philip Webb. Hans inställning till arkitekturen var att utgå från traditionen och själva sättet man snickrar, murar och lägger tak på ett hus. Arkitekten skulle inte bara leverera ritningarna utan vara den främste byggmästaren, vilket också är ordet arkitekts betydelse, och leda hela bygget. De verk som Arts and Craft lämnade efter sig bestod mestadels av stora lantvillor uppförda i en romantisk stil efterliknande traditionella engelska stugor och gårdar. Rörelsens arkitektur gav även intryck utanför Englands gränser och bland annat tidiga villor av Frank Lloyd Wright i USA bär på liknande idéer.

### Modern tid
|  |
|  |

#### Arkitektur runt sekelskiftet 1900

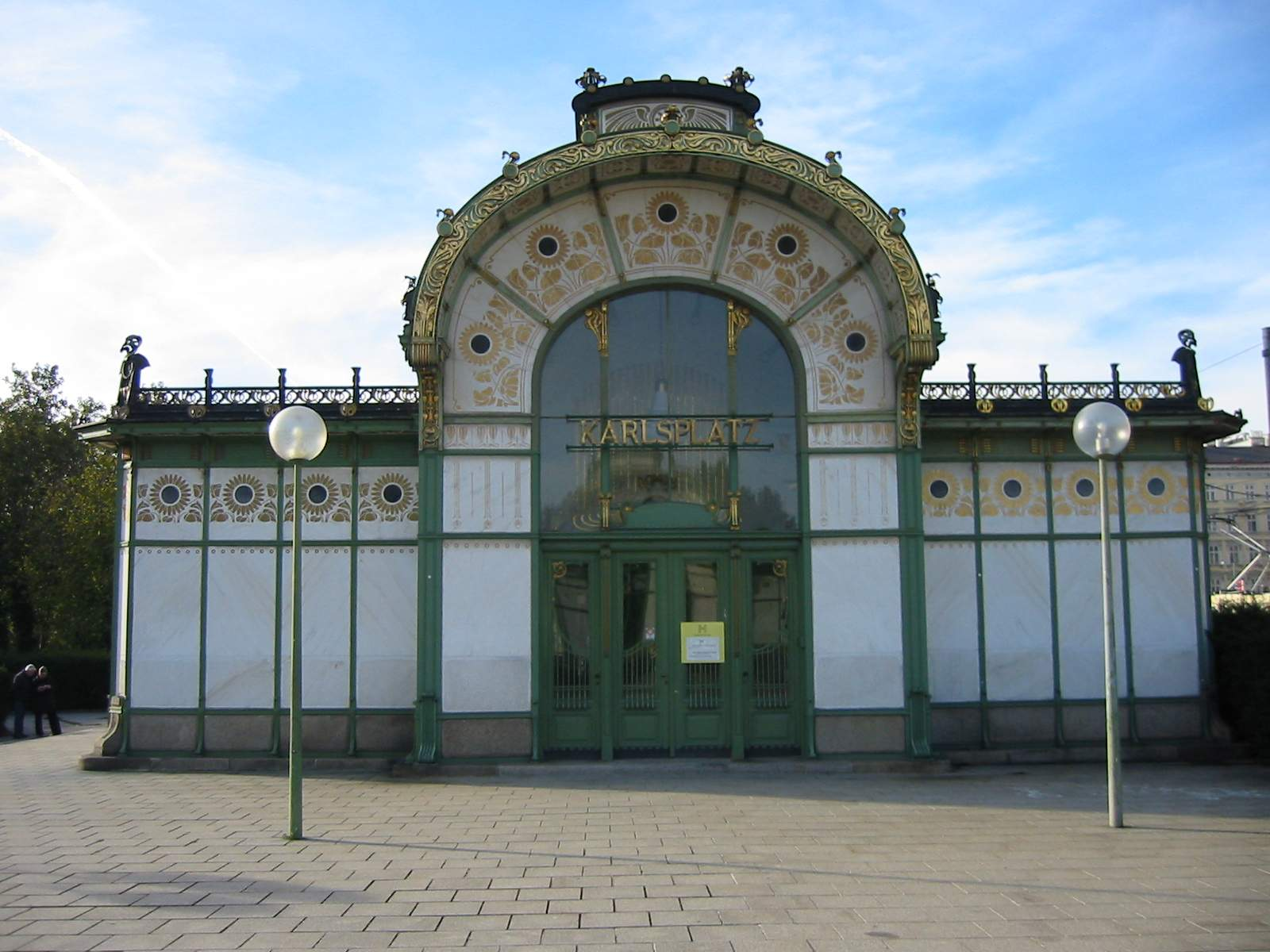
Karlsplatz station i Wien. Otto Wagner.

Vid 1800-talets slut blomstrade en ny stil upp, som bland annat inspirerats av Arts and Crafts-rörelsens växt- och djurmönster, järnarkitekturens dekorer och Louis Sullivans växtlika ornamentik. Denna stil fick i de flesta länder namnet Art Nouveau, efter butiken Galerie d'Art Nouveau i Paris, men i Tyskland och de nordiska länderna kom stilen att benämnas Jugend, efter en tidskrift med samma namn. Till skillnad från flera andra stilar var jugendfasaderna ofta fria från den så ofta sedda spegelsymmetrin och bjöd på mjuka former blandat med rik ornamentik. Det första stora namnet inom jugendarkitekturen blev den belgiske arkitekten och formgivaren Victor Horta, som under några hektiska år byggde flera nya byggnader i Bryssel. En av jugendtidens mest kända arkitekter är de katalanske Antonio Gaudí, som experimenterade mycket med olika formspråk och material, men även tekniska konstruktioner. En mer subtil version av jugend kan ses i den skotske arkitekten Charles Rennie Mackintosh, som använde ett mer strikt formspråk och färre dekorationer. Mackintosh blev mycket beundrad i Österrike och konstgruppen Secession och fick här flera efterföljare. Denna något mer geometriska variant, som utvecklades i Wien vid denna tid, kom därför att benämnas Wienerjugend, med bland annat Otto Wagner som förgrundsgestalt.

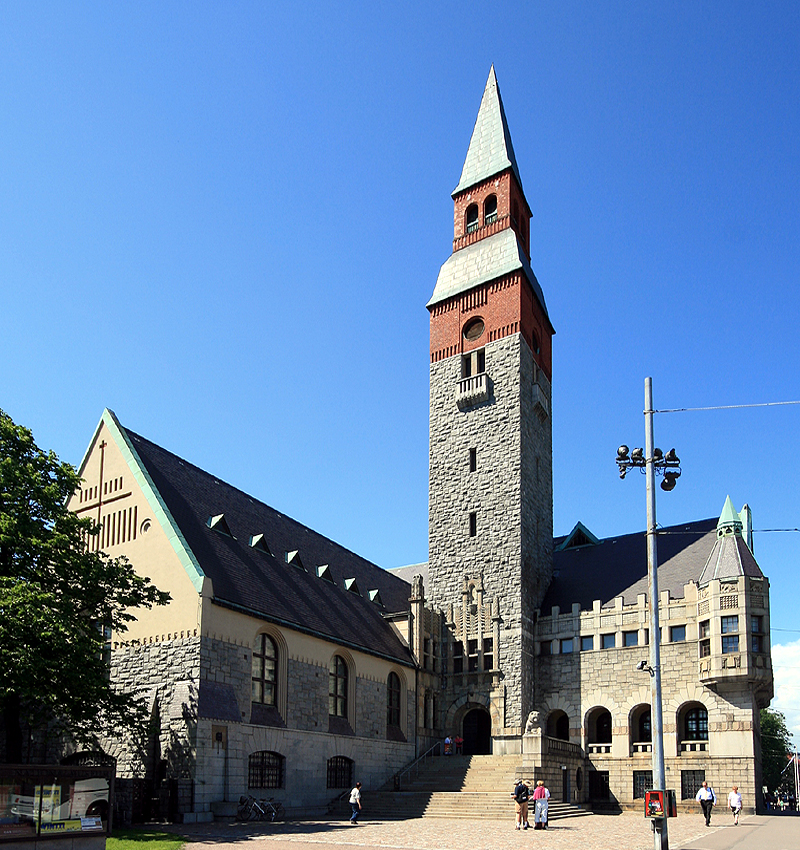
Finlands nationalmuseum. Gesellius, Lindgren och Saarinen.

Den nationella inriktning som arkitekturen hade fått under eklekticismen blev mer renodlad under 1900-talets början. Många arkitekter började krydda sina byggnader med detaljer ur den nationella folkkonsten i en stil som kom att kallas nationalromantik. Några av de första exemplen på detta kan ses i Finland, där man som ett furstendöme i det mycket större Ryssland, sökte efter en nationell identitet. Man uppförde hus i vad som man ansåg vara "äktfinska" material, så som natursten och timmer. Även i Ungern hade en liknande arkitektursyn vuxit upp, med bland andra Béla Lajta som förgrundsgestalt. Den svenska versionen av nationalromantik dominerades mer av tegel och träpaneler och färgskalor som falurött och herrgårdsgult, men också av ett mindre nationalistiskt formspråk och mer importerade förebilder, som till exempel i Stockholms stadshus.
I Tyskland började det under 1900-talets första årtionde komma invändningar mot jugendarkitekturens rika ornamentik. Man ville återgå till en mer saklig arkitektur och man såg förebilder i Beaux-Arts-arkitekturens nyantika byggnader. Denna nya våg av klassicism blev däremot mer och innehöll mer strama och geometriska former. Nyklassicismen spreds sedan till Norden, där den dominerade stort under större delen av 1920-talet. I Danmark gav den upphov till byggnader som Faaborg museum i Faaborg och Politigaarden i Köpenhamn. I Sverige blev Gunnar Asplund, Sigurd Lewerentz och Ivar Tengbom förgrundsgestalter för den nya stilen. Nyklassicistiska strömningar fanns även i Tyskland, Schweiz, Österrike och Italien, men var här inte lika dominanta. I flera länder blev den kortlivad då modernismen växte fram, medan nyklassicismens dominans i Norden gjorde att modernismens genombrott dröjde till 1930-talet.
Flera tankeriktningar vid 1900-talets början gav även föraningar om den kommande modernismen. En del i detta var utnyttjandet av nya och bättre material, som armerat betong och mer effektivt stål. I projektet Une Cité Industrielle, utvecklat mellan 1901 och 1904, visade den franske arkitekten Tony Garnier betongens konstruktiva egenskaper. Under det tidiga 1900-talet började också flera arkitekter röra sig bort från ornamentiken. En av de första arkitekter som formgav byggnader för en effektiv industriproduktion var Peter Behrens, som kom att bli en stor förebild för de kommande modernisterna, bland annat hans lärling Walter Gropius.

#### Modernism

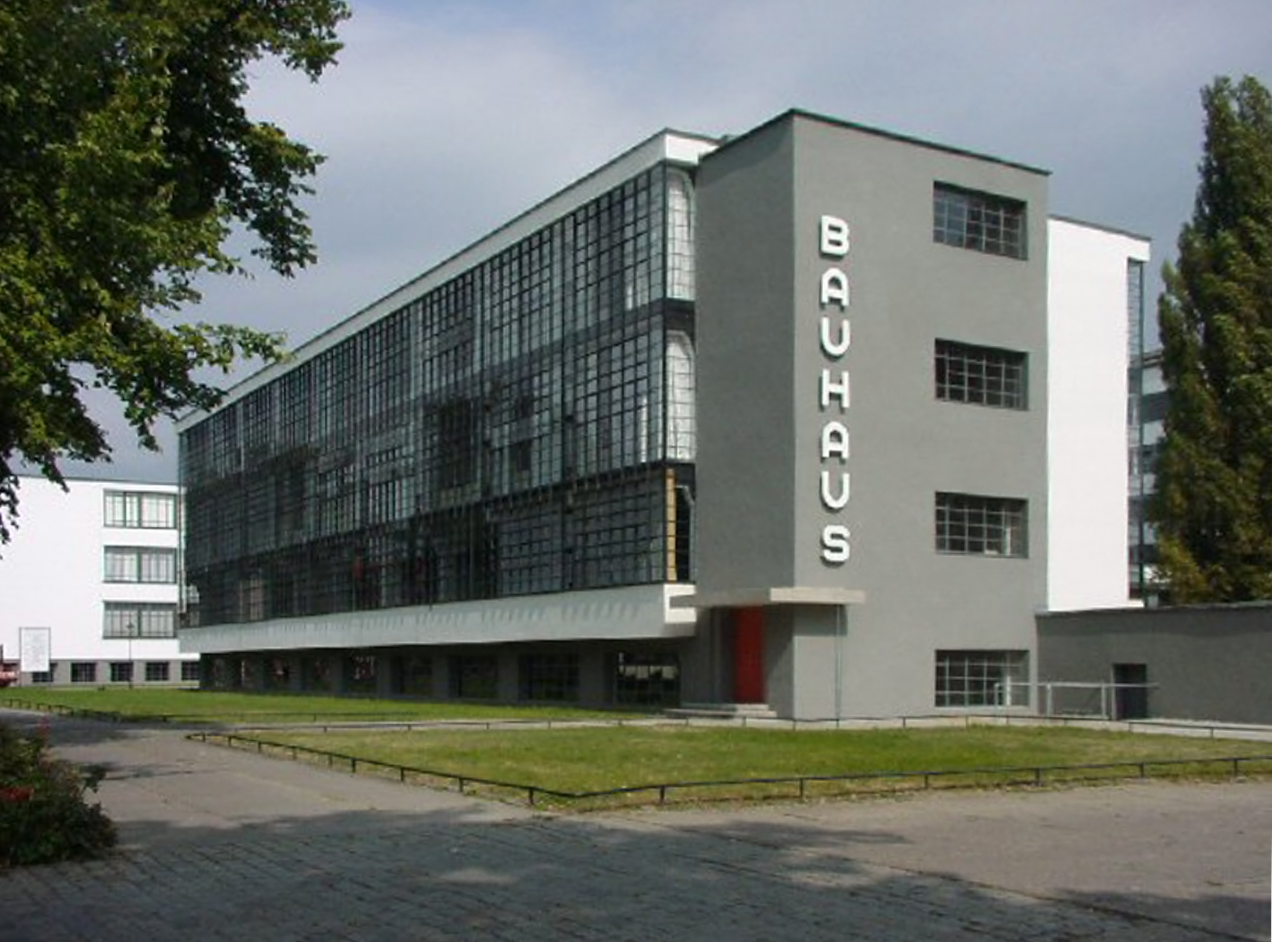
Bauhausskolan i Dessau (1925-26). Walter Gropius.

I efterdyningarna av första världskriget vände sig många inom den konstnärliga världen bort från krig och man ansåg att en helt ny värld måste byggas upp. Inom byggsektorn hade kriget lett till en brist på arbetskraft och som resultat såg man en allt större industrialisering av arkitekturen. Inspirationen till den nya arkitekturen togs däremot inte från industrin, utan från bildkonsten; samspelet mellan konstnärer och arkitekter hade redan under kriget funnits inom den ryska konstruktivismen och den holländska De Stijl-rörelsen. Inom De Stijl hade ett fåtal byggnader skapats inspiration från dess tavlor, mest känd är Gerrit Rietvelds Villa Schröder. Inom den modernistiska rörelsen kom flera olika stilar att utvecklas. En av Behrens lärlingar, Adolf Meyer, förespråkade en strikt och geometrisk modernism, som särskilt ses i Fagusfabriken (1910-1914), en byggnad han ritade i samarbete med Walter Gropius. Mot Meyers strikta form av funktionalism uppkom på 1920-talet en mer organisk funktionalism, med arkitekter som Erich Mendelsohn, Hugo Häring och Hans Scharoun som förgrundsmän.
De Stilj-gruppens arkitektur kom tillsammans med den ryska konstruktivismen att inspirera och påverka den tyska konstskolan Bauhaus, som 1919 övertogs av Walter Gropius, och som till stor del kom att påverka den modernistiska rörelsen. Den arkitektur som uppstod i Bauhausskolan i Tyskland, liksom i Nederländerna och Tjeckoslovakien, benämndes av utövarna själva helst som "ny saklighet" (neue Sachlichkeit). Man såg sig inte som endast arkitekter, utan även som samhällsomdanare. Flera arkitekter motsatte sig benämningen "funktionalism", eftersom man inte ansåg rörelsen vara en ny stil, men denna term har ändå blivit den mest använda i bland annat Tyskland och Skandinavien. Tre huvuddrag kan urskiljas för den nya arkitekturen: byggnaderna behandlas som volymer och inte som fasta kroppar som förr; byggnadernas nya stål- eller betongkonstruktioner skapar en regelbundenhet och en underliggande rytm; alla former av påklistrad dekor eller ornament tas avstånd ifrån. De tidiga frontfigurerna för funktionalismen var förutom den förutnämnda Gropius, den schweiziskfödde franske arkitekten Le Corbusier och den tysk-holländske arkitekten Ludwig Mies van der Rohe.
Den stora spridning som modernismen har idag skedde inte förrän efter andra världskrigets slut. I flera av de europeiska länderna existerade den parallellt med klassicismen, men eftersom det var i de europeiska diktaturerna under 30-talet som klassicismen kom att dominera, blev denna stil i hög grad förknippad med dessa. Modernismen, som under kriget hade utvecklats och använts i de demokratiska staterna, kom däremot att symbolisera demokrati. Modernismen efter andra världskriget var dock stöpt i en något annorlunda form. Le Corbusier återkom till exempel med ett nytt och mer grovt formspråk med blottad råbetong i fasaderna och mer bastant konstruktion, som kan ses i verket Unité d'Habitation (1947–1952). Denna typ av arkitektur kom till stor del att inspirera en yngre generation arkitekter, även om dessa till stor del kritiserade den äldre generationen modernister. Den nya inriktningen, ledd av bland annat Alison och Peter Smithson, kom att kallas brutalism.
I slutet av 1950-talet började Europa återhämta sig från andra världskrigets härjningar, vilket ledde en ökad efterfrågan på bostäder. Många analyserade att framtiden skulle erbjuda en snabbt föränderlig värld, där människors individualism skulle ge upphov till för arkitekterna alltmer oförutsebara behov. Som svar ansåg flera arkitekter att man i den nya arkitekturen skulle erbjuda en större, fast konstruktion, ofta i form av ett slags ramverk, där man efter behov kunde lägga till, ta bort eller ändra vissa bostadsenheter efter olika önskemål. Denna typ av arkitektur, benämnd strukturalism, var oftast mest teoretisk, men den inspirerade ändå i olika grad den arkitektur som senare kom att benämnas High tech-arkitektur. Det var däremot inte endast strukturalismen som påverkade High tech, utan inspiration kom även från konstruktivismen, futurismen och Le Corbusier. Denna inriktning var den första på länge som lät själva konstruktionen diktera villkoren för byggnadens form och karaktär, till exempel i Frei Ottos Olympiastadion i München (1968–1972) och i Centre Pompidou i Paris, ritat av Renzo Piano och Richard Rogers (1971–1977).
Inriktningar
- De Stijl
- Bauhaus
- Funktionalism
- Brutalism
- Strukturalism
- High tech-arkitektur

#### Postmodernism
Inriktningar
- Postmodern arkitektur
- Dekonstruktivistisk arkitektur
- Nyurbanism

#### Neofuturism
En rörelse som växte fram under sent 1900-tal och början på 2000-talet.

## Orientens arkitektur

### Islamisk arkitektur

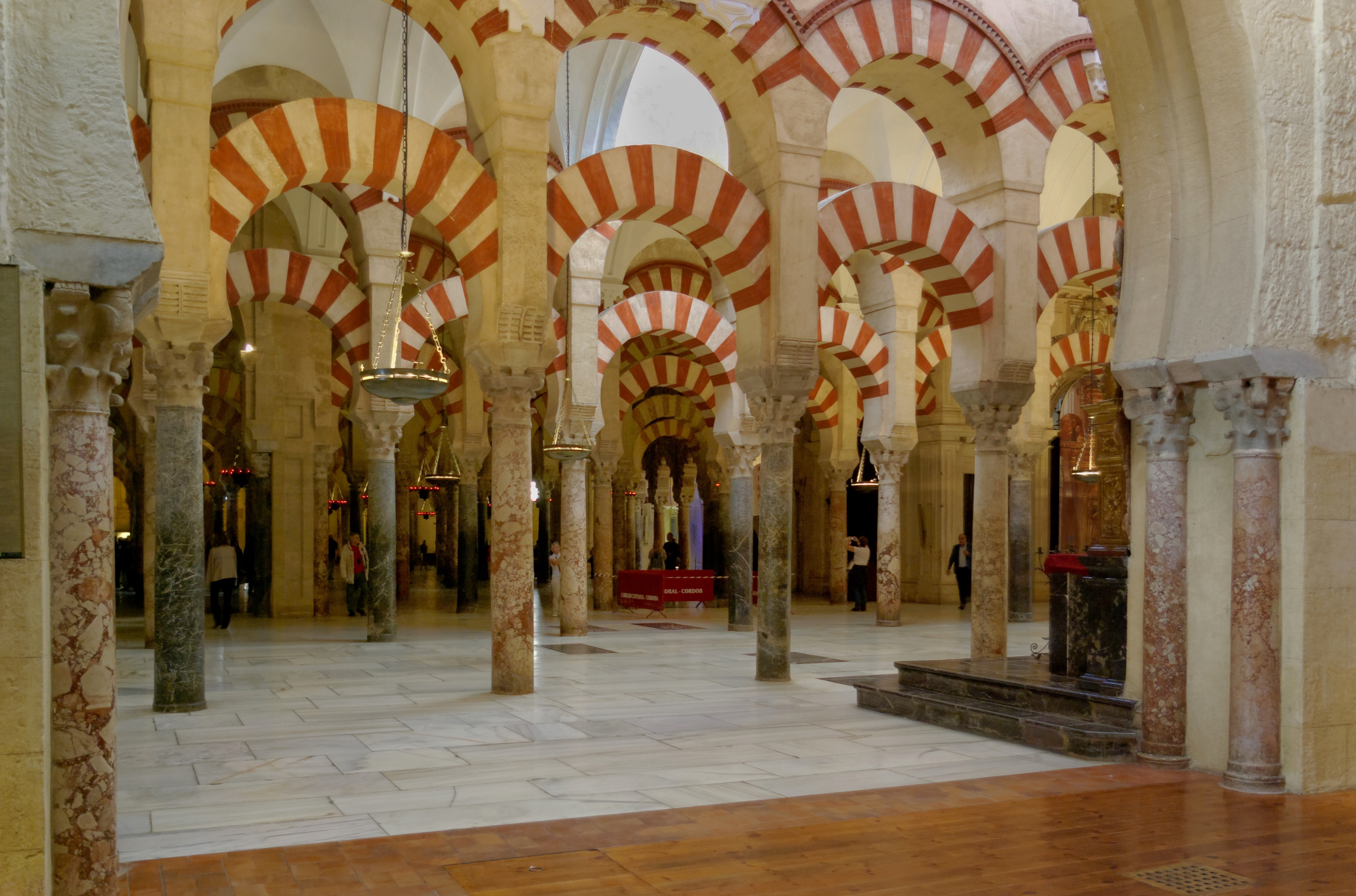
Mezquita, en tidigare morisk moské i Cordoba.

Den islamiska kulturtraditionen har en kontinuerlig historia på omkring 1 300 år och en geografisk spridning från Spanien till Indonesien, från centrala Afrika till södra Ryssland. Den rymmer således ett stort antal socialt, kulturellt, politiskt och även religiöst mycket heterogena traditioner, epoker och kulturer som, på olika sätt och i varierande grad, påverkats av den gemensamma muslimska kulturtraditionen. Denna diversifiering i den islamiska arkitekturen visar sig dock främst geografiskt och kronologiskt. Gemensamt med konsten har arkitekturen, förutom det nonfigurativa, flera grunddrag i form av symmetri, yttäckande geometriska mönster, arabesker, kalligrafiska ornament och klara färger. Arkitektoniska drag som återkommer över hela den islamiska världen är den riktningslösa hypostylen, gården med sina fontäner och omgivande välvda nischer, iwan, den av minareter omgivna kupolen och, inte minst, den rikt dekorerade nischen i moskén, mihrab, som anger böneriktningen mot Mecka.

### Indisk arkitektur
Omkring 2600 f.Kr. så uppstod Induskulturen runt floden Indus, den forna högkulturen i Indien. Städerna där var uppbyggda i två sektioner, en upphöjd, stor plattform i mitten, som man tror var byggd i försvarssyfte eller skydd mot översvämningar, och nedanför den låg bostadshus och affärer. Man byggde här endast i soltorkat tegel och en stad kunde rymma upp till 30 000 invånare. Enligt fynd i Harappa, Mohenjo-Doro och Rakhigarhi så fanns det ett sanitetssystem, det första i historien som vi känner till. De tidigaste templen och klostren var skulpterade rakt utifrån klippor och var mer som konstverk på grund av alla dekorationer. Grottemplet Ajanta gjordes mellan 200 f.Kr. och 1600 e.Kr. och där ser man den stilen, stenkolonner som är dekorerade och uthuggna direkt ur berget.

## Ostasiatisk arkitektur
Under 800-talet e.Kr. utvecklades Khmercivilisationen med staden Angkor i norra Kambodja som centrum. De var mycket mäktiga och kungarna tävlade om att bygga det massivaste och största monumenten i det hela berget Meru. Fram till 1200-talen då civilisationen började förfalla och 1431 flyttade de till Phnom Penh efter en invasion av Thailand. Angkor har sedan dess legat övergivet, förutom av enstaka buddhistmunkar, och varit överväxt av djungel fram till på 1800-talet.

### Kinesisk arkitektur

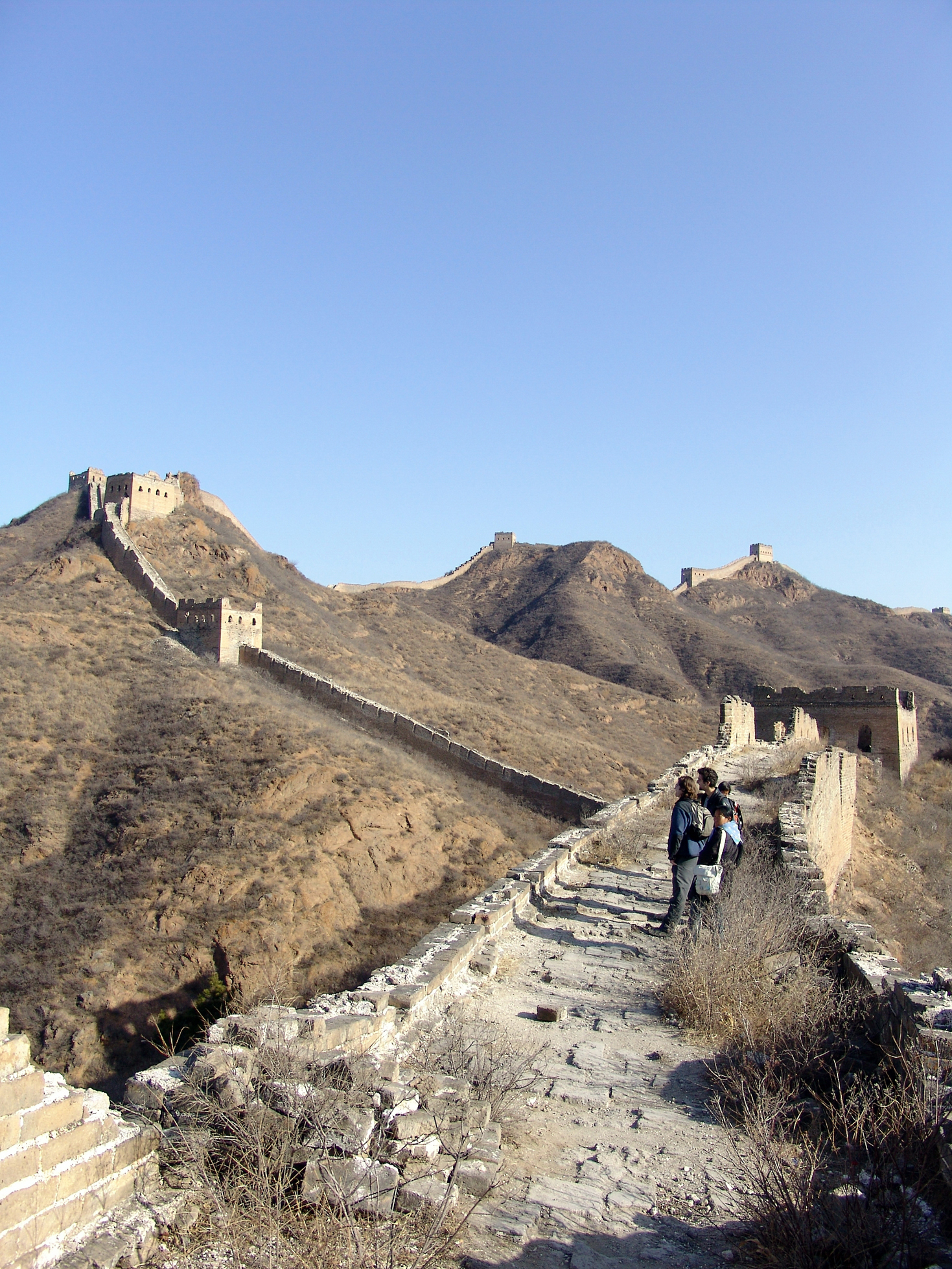
Kinesiska muren är världens största byggnadsverk och sträcker 6 350 km längs med norra Kina. De delar som återstår idag uppfördes 1300-1600 och ersatte tidigare murar från 300-talet f.Kr.

Det stabila och hierarkiska livet i den förstorade familjen i Kina har en tradition av vördnad, respekt och dyrkan av sina äldre släktingar. Det reflekteras även av husens konstruktion. De strukturella principerna för kinesisk arkitektur har inte ändrats i väsentlig grad under århundradenas lopp, utan skillnaderna ligger på de dekorativa elementen. Sedan Tangdynastin har kinesisk arkitektur i hög grad influerat arkitekturstilarna i Japan, Korea, Taiwan och Vietnam.
Med kinesisk arkitektur avses här arkitekturen fram till introduktionen av västerländska byggnadsmetoder under tidigt 1900-tal. Under hela 1900-talet försökte dock västerländskt utbildade kinesiska arkitekter att kombinera de traditionella kinesiska designerna med modern byggnadsstil, vanligen i form av offentliga byggnader, men med begränsad framgång. Dessutom så har det tryck på utvecklingen och uppbyggnaden av stadskärnor av västerländsk typ lett till att traditionella kinesiska byggnader snabbt försvinner över hela Kina och även efterfrågan på sådana byggnader.
Indelning
- Kinesisk arkitektur
- Japansk arkitektur
- Angkor

## Förcolumbiansk arkitektur
Indelning
- Inkarikets arkitektur
- Mayarikets arkitektur